# Cartesio
(Cartesio, Discorso sul metodo, IV.)
Renato Cartesio (AFI: /karˈtɛzjo/; in francese René Descartes, [ʁəˈne deˈkaʁt]; in latino Renatus Cartesius; La Haye en Touraine, 31 marzo 1596 – Stoccolma, 11 febbraio 1650) è stato un filosofo e matematico francese, fra i principali fondatori della matematica e della filosofia moderne.
Cartesio estese la concezione razionalistica di una conoscenza ispirata alla precisione e certezza delle scienze matematiche a ogni aspetto del sapere, dando vita a ciò che oggi è conosciuto con il nome di razionalismo continentale, una posizione filosofica dominante in Europa tra il XVII e il XVIII secolo.

## Renato Cartesio
Renato Cartesio è la forma italiana di Renatus Cartesius, latinizzazione umanistica del francese René Descartes. All'epoca il latino era la lingua comune della cultura europea, ed era consuetudine che gli intellettuali si dotassero di una latinizzazione per il proprio nome (la quale era poi adattata nelle varie lingue nazionali).
In senso ironico Giambattista Vico, nella sua polemica nei confronti dei cartesiani, chiama Cartesio Renato Delle Carte, calcando letteralmente il cognome Descartes (all'epoca scritto anche Des-Cartes). Questo Delle Carte fu ripreso da alcuni autori italiani seicenteschi.

## Biografia

### Le origini familiari

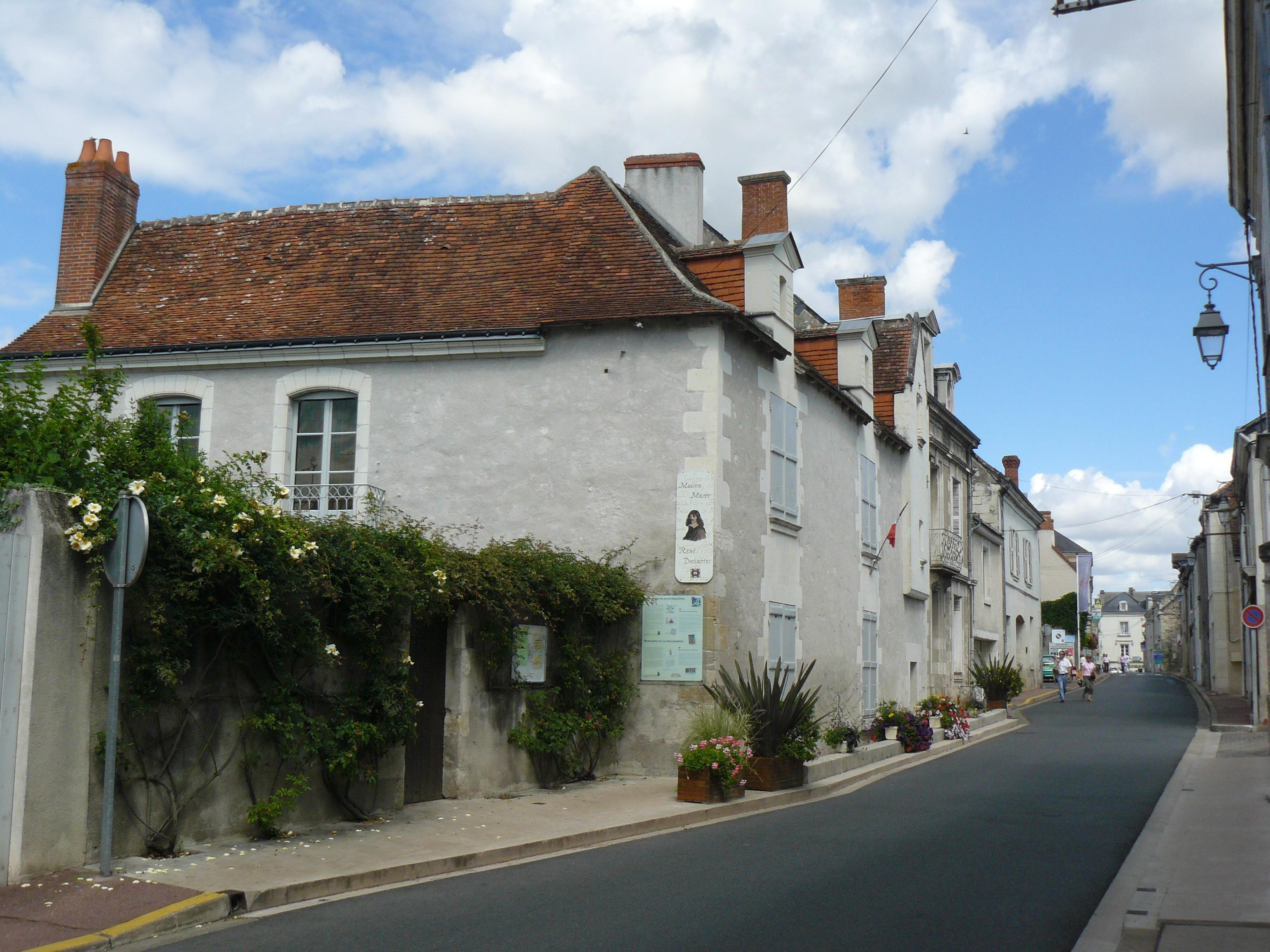
La casa natale di Cartesio a La Haye en Touraine

Cartesio, secondo il suo biografo Adrien Baillet, nacque il 31 marzo del 1596 a La Haye en Touraine, in una casa «delle più nobili, delle più antiche e delle più in vista della Turenna»; in realtà il titolo di Cavaliere fu concesso alla famiglia Descartes soltanto il 20 gennaio 1668.
Il suo biografo Pierre Borel, credeva invece che fosse nato nella casa che i Descartes possedevano a Châtellerault, nel Poitou: entrambe le case esistono ancora e del Poitou erano originari gli avi del filosofo, che non erano però nobili.
Il nonno Pierre Descartes era un medico e il figlio Joachim (1563-1640), che esercitò l'avvocatura a Parigi, nel 1585 acquistò la carica di consigliere del Parlamento di Bretagna, dove si trovava quando la moglie Jeanne Brochard (1570-1597) partorì René, terzo figlio dopo le nascite di Jeanne (1590-1640) e di Pierre (1591-1660).
René fu battezzato il 3 aprile nella chiesa di Saint-Georges, prendendo il nome dal padrino, lo zio materno e giudice a Poitiers, René Brochard des Fontaines.
Il bambino fu subito affidato a una balia, che si prese a lungo cura di lui, gli sopravvisse e percepì dal filosofo, che prima di morire aveva chiesto ai fratelli di sostenerla, un vitalizio.
La madre morì il 13 maggio 1597, l'anno dopo la sua nascita, dando alla luce un figlio che le sopravvisse solo tre giorni.
Il vedovo Joachim Descartes si risposò intorno al 1600 con Anne Morin, una bretone conosciuta a Rennes, dalla quale ebbe due figli, Joachim (1602-1680) e Anne.
La curiosa inesattezza circa la morte della madre; l'oscura allusione alla malattia materna, da lui ereditata, cagionata dai dispiaceri; i rapporti forse non particolarmente affettuosi con il padre: tutto questo può fare pensare a un'infanzia non solo malaticcia, ma anche intimamente turbata. Per quanto riguarda i rapporti con il padre, di quest'ultimo si racconta che lo giudicava «tanto ridicolo da farsi rilegare in un vitello».
Inoltre Cartesio, durante la sua vita, aveva provato un amore per una bambina con gli occhi torti che lo aveva reso inconsciamente benevolo per tutti i guerci; il filosofo lo racconta in una lettera all'amico Chanut il 6 giugno 1647: «L'impressione che si produceva nel mio cervello quando guardavo i suoi occhi smarriti si congiungeva talmente con quella che suscitava la passione d'amore, che anche molto tempo dopo, se vedevo persone con gli occhi torti, mi sentivo trascinato ad amarle più di altre per il solo fatto che avevano quel difetto; e tuttavia non ne sapevo la ragione.»
Orfano di madre e con il padre spesso assente, a prendersi cura di René furono soprattutto la nonna materna e la nutrice. Trascorse l'infanzia con i due fratelli a La Haye, ove un precettore privato gli impartì l'istruzione elementare: il costante pallore e una frequente tosse secca, che facevano pensare ai medici che non sarebbe vissuto a lungo, ritardarono l'inizio dei suoi studi regolari.

### Gli studi

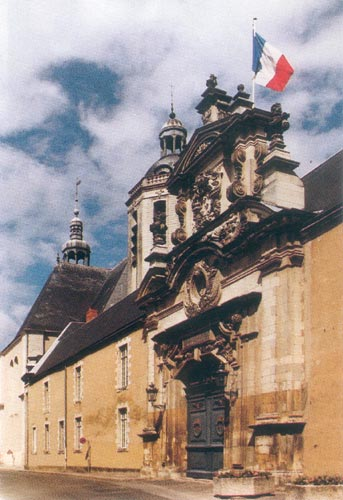
Portale del collegio di La Flèche

Solo nella ricorrenza della Pasqua del 1607 entrò nel collegio di La Flèche - fondato da Enrico IV nel 1603 e assegnato ai gesuiti - che già godeva di alta rinomanza e dove il fratello Pierre aveva iniziato gli studi nel 1604. Nello stesso collegio studiò il teologo e scienziato Marin Mersenne, che Cartesio conoscerà probabilmente solo nel 1622 o 1623, di cui fu amico per tutta la vita e che si occupò dei suoi affari in Francia quando Cartesio risiedette in Olanda. Gli studenti, provenienti da ogni parte della Francia senza distinzione di classe sociale, erano tenuti al solo pagamento della pensione e i corsi prevedevano tre anni di studio della grammatica, tre anni di studi umanistici e tre anni di filosofia. Coloro che avessero voluto intraprendere la carriera ecclesiastica vi avrebbero continuato a studiare per altri cinque anni la teologia e le Scritture.
Nei primi sei anni di corso i giovani attendevano a studi grammaticali (quattro anni) e retorici (due anni). Tutte informazioni necessarie, secondo Cartesio, per conversare con il passato, che è come un viaggiare nella dimensione del tempo. I libri che Cartesio cercò di fuggire come la peste furono quelli di filosofia, e particolarmente i grandi e oscuri libri della Scolastica vecchia e nuova, prima e seconda. Della poesia, poi, conservò sempre intatta l'ammirazione, pur considerando poesia ed eloquenza doni dell'ingegno, piuttosto che frutti dello studio. L'amore per la poesia accompagnò il filosofo fino alla morte. Ai sei anni di studi grammaticali e storici, seguivano a La Flèche i tre anni degli studi propriamente filosofici o filosofico-scientifici: di logica, fisica, matematica, morale e metafisica. L'insegnamento aveva come base Aristotele.
Scarso era l'insegnamento della matematica, impartito per meno di un'ora al giorno ai soli studenti del secondo anno di filosofia. Si insegnava esclusivamente la filosofia aristotelica in un corso triennale ripartito nell'apprendimento della logica, basato sui manuali di Francisco Toledo e di Pedro da Fonseca, della fisica e della metafisica, quest'ultima insieme con nozioni di filosofia morale.
Cartesio si mostrerà poi deluso dell'insegnamento ricevuto: «Sono stato allevato nello studio delle lettere fin dalla fanciullezza, e poiché mi si faceva credere che con esse si poteva conseguire una conoscenza chiara e sicura di tutto ciò che è utile nella vita, avevo un estremo desiderio di apprendere. Ma non appena ebbi concluso questo intero corso di studi, al termine del quale si è di solito annoverati tra i dotti, cambiai completamente opinione: mi trovavo infatti in un tale groviglio di dubbi e di errori da avere l'impressione di non aver ricavato alcun profitto, mentre cercavo di istruirmi, se non scoprire sempre più la mia ignoranza».
Sono le considerazioni del Cartesio maturo che scrive il suo Metodo e lamenta che nelle scuole non si promuova lo spirito critico degli allievi; una tale volontà di ricerca personale era già presente nel giovane René: «Da giovane, quando mi si presentava qualche scoperta ingegnosa, mi domandavo se io stesso non fossi in grado di trovarla da solo, anche senza apprenderla dai libri».
Tuttavia l'anno successivo, in una lettera a un amico che gli chiedeva consigli in merito all'educazione del figlio, il giudizio di Descartes sugli studi condotti a La Flèche sarà molto più positivo:
Restò a Cartesio grato ricordo del Collegio anche nel punto in cui ne respinse l'insegnamento. Non a caso da Leida, il 14 giugno 1637, scriverà a uno dei suoi vecchi maestri:
«Mio reverendo padre, io non penso che vi ricordiate i nomi di tutti gli scolari che avete avuto nei ventitré o ventiquattro anni durante i quali avete insegnato a La Flèche. Non per questo ho voluto cancellare dal mio ricordo gli obblighi che ho per voi, né ho perduto il desiderio di riconoscerli, anche se non ho altra occasione per dimostrarlo oltre quella di offrirvi il volume che ho fatto stampare nei giorni scorsi, e che voi riceverete con questa lettera, come un frutto che vi appartiene e del quale avete gettato i primi semi nel mio spirito, a quel modo che debbo ai membri del vostro ordine il poco che io so delle buone lettere.»
Uscì dal collegio gesuita nel settembre del 1615, conservando un affetto riconoscente nei confronti del rettore, padre Étienne Charlet, che gli fece «le veci del padre per tutto il periodo della gioventù», e per il regime di vita osservato nella scuola, durante il quale la sua salute si ristabilì completamente. Si stabilì a pensione presso un sarto di Poitiers per studiare giurisprudenza nell'Università di quella città, dove il fratello Pierre si era laureato tre anni prima: il 9 novembre 1616 ottenne il baccalaureato e il giorno dopo la laurea in utroque iure. Si riunì alla famiglia che, dopo il secondo matrimonio del padre, viveva a Rennes - dove anche la sorella Jeanne, sposata nel 1613 con Pierre Rogier, signore di Crévis, si era stabilita - o a Sucé, presso Nantes, dove la matrigna Anne Morin possedeva una casa.

### L'incontro con Isaac Beeckman

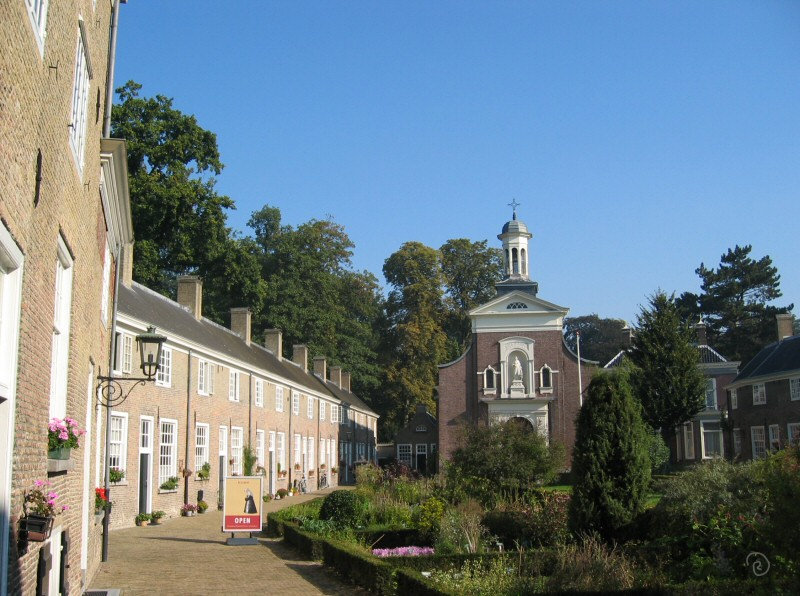
Breda: il beghinaggio

Uscito da La Flèche, per qualche anno Cartesio sfugge alla presa dello storico. Con sicurezza si sa solamente che nel 1616 è a Poitiers a studiare diritto; che il 21 maggio fa da padrino al figlio di un sarto presso cui abita; che il 9 e il 10 novembre, superate le prove è baccelliere e licenziato in diritto canonico e civile. Figura come testimone in due atti di battesimo, del 22 ottobre e del 13 dicembre 1617, a Sucé, nella diocesi di Nantes.
Raggiunta la maggiore età, con una salute recuperata e il desiderio di conoscere cose nuove, ai primi del 1618 Cartesio si arruolò volontario in uno dei due reggimenti francesi di stanza a Breda, nei Paesi Bassi, sotto il comando del principe d'Orange. È un periodo di tregua della guerra che oppone le Province Unite alla Spagna: Cartesio aveva un valletto al suo servizio, ma l'ignoranza e la volgarità dei compagni, e l'ozio forzato a cui era spesso costretto non gli fecero amare l'ambiente militare. Tuttavia quel soggiorno si rivelerà importante sotto un altro aspetto: il 10 novembre conobbe casualmente il medico Isaac Beeckman, venuto da Middelburg a Breda per trovare lo zio e una ragazza da sposare ed entrambi si trovarono a cercare di risolvere un problema matematico. Il trentenne Beeckman esercitò naturalmente una forte attrazione intellettuale su René e ne nacque un'amicizia che, pur contrastata negli anni, orienterà gli interessi di Cartesio verso le scienze matematiche. Dalla loro relazione emersero le sue ricerche scientifiche sulle leggi della rifrazione, la velocità di caduta di un grave, la pressione di un liquido sul fondo di un bicchiere e le prime dissertazioni filosofiche.
Ma come si sono conosciuti Cartesio e Beeckman? Un giorno, appunto il 10 novembre 1618, un povero matematico sconosciuto, seguendo un costume del resto diffuso, avrebbe fatto affiggere per le vie di Breda un problema, proponendolo per la soluzione ai dotti della città e Cartesio che, passando, aveva notato dei gruppetti di persone, non sarebbe riuscito a intendere i termini del problema scritto in fiammingo e avrebbe domandato a uno dei presenti, Beeckman, di tradurgli il testo in francese o in latino. Tradotto il testo in latino, il Beeckman si sarebbe fatto promettere la soluzione dal giovane cadetto dandogli nome e indirizzo. Il giorno dopo Cartesio portava a Beeckman la soluzione, e fra i due si avviava un'amicizia che doveva essere decisiva per il più giovane.
Beeckman aveva l'abitudine di annotare osservazioni e problemi scientifici in un diario giunto fino a noi: in un problema posto da Beeckman a Cartesio – conoscendo lo spazio percorso da un grave in due ore, determinare lo spazio percorso dal medesimo in un'ora – la risposta (erronea) di Cartesio è che la velocità del grave aumenta all'aumento dello spazio percorso, anziché al tempo trascorso.
Ha scritto Alexandre Koyré che, a un certo punto, la corrispondenza fra Beeckman e Cartesio diventa la commedia degli errori. Beeckman chiede: in base ai miei principi, e cioè che un corpo messo in movimento nel vuoto si muove eternamente, e supponendo il vuoto tra la terra e la pietra che cade, qual è lo spazio percorso dalla pietra in un'ora, sapendo quello che percorre in due ore? Cartesio fraintende la domanda e il principio, e manda una risposta errata; Beeckman fraintende la risposta, la trascrive erroneamente e, attraverso due errori trova un risultato esatto.
La consuetudine con Beeckman fu particolarmente fitta fino al ritorno dell'olandese a Middelburgh, il 2 gennaio 1619. Cartesio concluse il 31 dicembre 1618 un breve trattato sulla musica intitolato Compendium musicae che offrì a Beeckman come regalo per il nuovo anno: ne ricevette in cambio un'agenda, che terrà sempre con sé. Due note tracciate da Beeckman sul manoscritto del Compendium indicano che l'operetta fu il risultato di scambi di idee tra i due amici, se non influenzata dalle opinioni del Beeckman: «I miei pensieri gli sono piaciuti», scrive Beeckmam, ripartendo il 2 gennaio 1619 per Middelburg, e «ciò conferma non poco quanto ho scritto sui modi». Nel Compendium Cartesio si dice convinto che le diverse passioni suscitate dalla musica abbiano una giustificazione nella variazione delle misure dei suoni e nei rapporti tonali: se alla base dell'effetto emotivo prodotto dalla musica sull'ascoltatore sono meri rapporti quantitativi, egli riconosce che occorrerebbe una più precisa analisi della natura dell'anima umana e dei suoi movimenti per comprendere compiutamente le emozioni indotte dalla musica.
Infatti vi si trova, fra l'altro, un'osservazione sulla 'simpatia e antipatia' delle cose: «Sembra che ciò che rende la voce dell'uomo a noi più gradita di tutte le altre sia solo la maggiore conformità con i nostri spiriti. Ed è forse questa simpatia o antipatia degli affetti che ci rende più grata la voce di un amico di quella di un nemico, a quel modo che si dice che un tamburo di pelle di pecora resti muto, anche se percosso, quando suona un tamburo di pelle di lupo.»
I due amici rimasero in contatto epistolare: il 26 marzo 1619 Cartesio informò Beeckman di aver inventato dei compassi grazie ai quali aveva potuto formulare nuove dimostrazioni sui problemi relativi alla divisione degli angoli in parti uguali e alle equazioni cubiche, ripromettendosi di sviluppare queste scoperte in un trattato ove egli avrebbe esposto «una scienza del tutto nuova, con la quale si possano risolvere in generale tutte le questioni proponibili in qualsiasi specie di quantità, sia continua sia discreta». È la prima testimonianza dell'intuizione della geometria analitica: «Nell'oscuro caos di questa scienza ho intravisto uno spiraglio di luce».
A questo proposito, sebbene egli non ne sia stato l'inventore, Cartesio è conosciuto anche per la diffusione del cosiddetto diagramma cartesiano il cui uso risale a epoche antiche.

### LaMirabilis Scientia

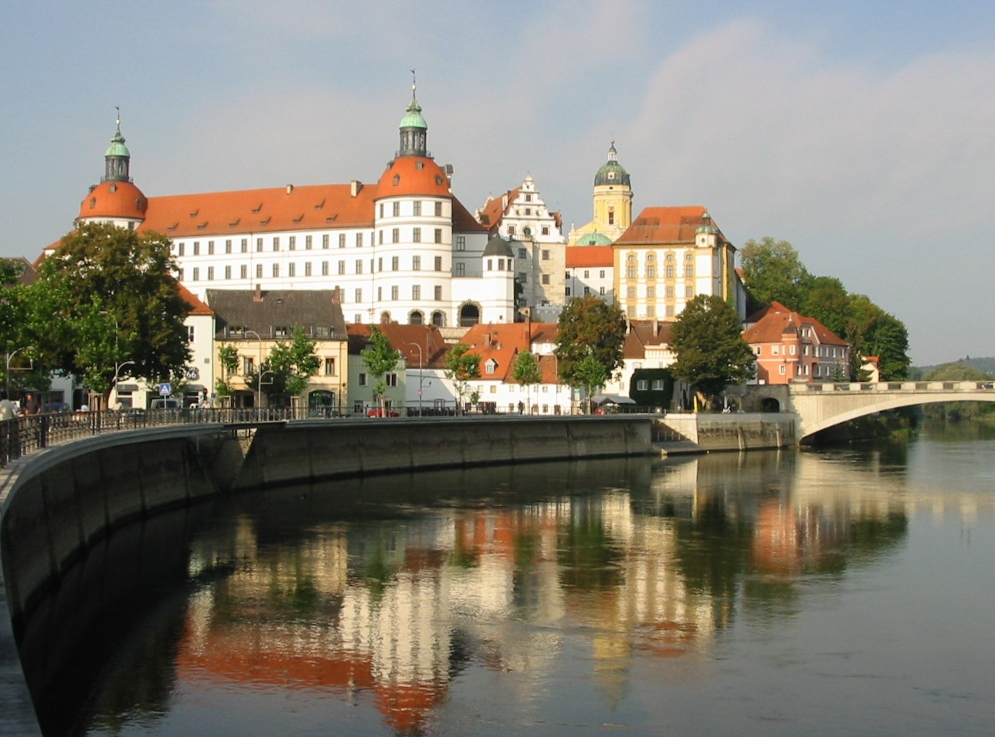
Il castello di Neuburg sul Danubio

L'incontro con Beeckman fu decisivo per Cartesio: comunque lo si voglia valutare, costituì una scossa e un incitamento. Il 23 aprile 1619 diceva questo:
«Tu solo mi hai svegliato dall'inerzia, hai richiamato una cultura quasi dimenticata, hai ricondotto a cosa migliori un'indole sviata lungi da occupazioni serie. Se mai farò qualcosa di non disprezzabile, tu potrai a buon diritto reclamarlo; io stesso non tralascerò di inviartelo, perché tu ne faccia uso e lo corregga.» Detto questo, più di dieci anni dopo Cartesio sarà durissimo, infatti Mersenne gli aveva riferito che Beeckman si vantava di avergli insegnato, dieci anni prima; Cartesio si sdegna. E gli scrive: «Rifletti alle cose che uno può insegnare a un altro! Se qualcuno pensa qualcosa senza esservi spinto né dall'autorità né dalle ragioni altrui, anche se l'ha sentito da molti, non per tanto si deve credere che l'abbia imparato da costoro. Può darsi, al contrario, che sappia solo lui perché indotto da ragioni vere, laddove gli altri, pur avendo opinato nello stesso modo, non per questo sappiano, poiché partivano da falsi princìpi. E allora, se ci ripensi bene, ti accorgerai agevolmente che da quella tua Matematico-fisica di cui vai sognando non ho imparato più che dalla Batracomiomachia». Era la conclusione ingiusta di una amicizia breve ma profonda. Era anche la cruda informazione che non si dà sapere se non unitario, e se non fondato su una presa di coscienza radicale e completa dei fondamenti. Beeckman e Cartesio si riconcilieranno; ma era ormai ben lontano il 1619.
Il 29 aprile 1619 Descartes si imbarcò da Amsterdam per Copenaghen: contava di visitare la Danimarca, poi la Polonia e l'Ungheria per raggiungere di qui la Boemia, ma rinunciò al lungo viaggio per dirigersi alla fine di luglio a Francoforte, dove il 27 agosto assistette all'incoronazione di Ferdinando II e si intrattenne nella città brandeburghese per tutta la durata dei festeggiamenti. Con la ripresa di quella che verrà definita la guerra dei trent'anni sembra che Cartesio si sia arruolato nell'esercito comandato da Massimiliano di Baviera e abbia passato l'inverno a Neuburg, nel Nord della Baviera, in una confortevole e ben riscaldata casa sulla riva del Danubio: qui, prese un giorno «la decisione di studiare anche in sé stesso e di impiegare tutte le forze del suo spirito a scegliere le strade che doveva seguire».
Viaggia inquieto, e gli accenni, anche molto tardi, a luoghi e monumenti, attestano la sua curiosità: ma è curiosità intellettuale, per la verità. Dalle vicende reali è come stranamente distaccato. Nicolas Malebranche, interlocutore di uno scritto non facilmente databile, la Recherche de la vérité, farà del suo atteggiamento un quadro fedele, e si tratta di una confessione preziosa che va sempre tenuta presente: «Il ritiro che avete scelto in un luogo così solitario, la poca cura che avete di essere conosciuto, vi mettono al riparo dalla vanità; il tempo che altre volte avete impiegato a viaggiare, a frequentare i dotti, a esaminare ogni più difficile ritrovato di tutte le scienze, ci assicura che voi non mancate di curiosità: così io non so dir altro se non che vi reputo molto contento, e sono persuaso che dovete essere in possesso di un sapere molto più perfetto di quello degli altri».
Nella notte fra il 10 e l'11 novembre 1619 e poi negli stessi giorni dell'anno successivo, Cartesio fece un sogno: questa esperienza gli sembrò decisiva. Sono nella mente di tutti le parole con cui si apre la seconda parte del Discorso: «Ero allora in Germania, dove mi aveva chiamato l'occasione delle guerre che non vi sono ancora finite; e mentre dall'incoronazione dell'imperatore facevo ritorno all'esercito, l'inizio dell'inverno mi costrinse a fermarmi in un alloggio dove, non trovando conversazione che mi distraesse, e non avendo d'altra parte, per fortuna, né cure né passioni che mi turbassero, me ne restavo tutto il giorno chiuso da solo in una stanza riscaldata, dove avevo tutto l'agio di intrattenermi con i miei pensieri». In quel momento preciso Cartesio colloca ancora la propria radicale riforma del sapere e la decisione di sradicare dalla propria mente tutte le opinioni apprese fino ad allora, e di ricostruire, secondo un sicuro metodo di razionalità, chiarezza e distinzione, tutto ciò che può essere oggetto di apprendimento e conoscenza da parte della mente umana e l'elaborazione del proprio metodo.
Lo studio di noi stessi ci rende consapevoli di quante nozioni abbiamo accumulato nella mente sin dall'infanzia, senza che esse siano state sottoposte a un preventivo vaglio critico: perciò, «è quasi impossibile che i nostri giudizi siano così genuini e così solidi come sarebbero stati se sin dalla nascita avessimo avuto l'uso completo della ragione e se fossimo stati sempre guidati solo dalla ragione». Occorre una revisione delle opinioni acquisite e la loro sostituzione, se necessario, con quelle legittimate da un criterio di verità.
Per intanto, egli non avrebbe accolto nessuna cosa per vera se non si fosse presentata alla mente «con tale chiarezza e distinzione da non avere alcun motivo di dubitarne». Poi, ogni problema doveva essere diviso in quante più parti possibili per meglio risolverlo e, «cominciando dagli oggetti più semplici e più facili da conoscere, salire a poco a poco, per gradi, fino alla conoscenza dei più complessi». Infine, fare «enumerazioni così complete e rassegne così generali da esser sicuro di non aver omesso nulla».

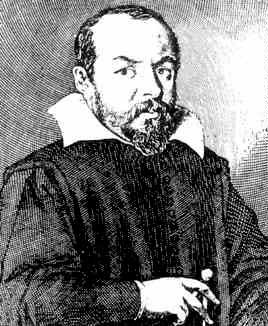
Johannes Faulhaber

Quelle sono parole scritte circa quindici anni dopo nel Discorso sul metodo, ma in quel novembre del 1619 Cartesio, nel registro regalatogli dal Beeckman, in una sezione che egli stesso intitolò Olympica, scrisse che il 10 novembre, «pieno di entusiasmo», stava scoprendo i «fondamenti di una scienza mirabile» e narra di sogni e di visioni che resero agitata la notte, ma non sappiamo con precisione a quale scienza qui alludesse Cartesio. L'ambasciatore francese in Svezia, Pierre Chanut, che conobbe molto bene Cartesio, dettando il suo epitaffio si riferì a questo episodio: «Nel riposo dell'inverno, avvicinandosi ai misteri della natura con le leggi matematiche, osò sperare di aprire i segreti dell'una e dell'altra con la stessa chiave».
Probabilmente, proseguendo le sue ricerche sulle corrispondenze dell'algebra con la geometria, aveva raggiunto la convinzione che il sapere potesse essere unificato in un'unica scienza della quale le singole discipline formavano una branca particolare, come scriverà nelle Regulae ad directionem ingenii: «Tutte le scienze non sono altro che l'umana sapienza che permane sempre unica e identica per quanto differenti siano gli oggetti cui si applica [...] Tutte le scienze sono così connesse tra loro che è molto più facile apprenderle insieme piuttosto che separarne una sola dalle altre». Durante quell'inverno conobbe nella vicina Ulm il matematico Johann Faulhaber, del quale potrebbe esserci qualche influenza nelle ricerche intraprese da Cartesio che portarono alla redazione dei Progymnasmata de solidorum elementis, dove tratta delle proprietà dei poliedri.
Lasciò Neuburg ai primi di marzo del 1620 e «in tutti i nove anni seguenti non fece altro che vagare qua e là per il mondo, cercando di essere spettatore piuttosto che attore in tutte le commedie che vi si rappresentavano», di acquisire conoscenze certe, scartando le dubbie, secondo i precetti del suo metodo, che egli applicava «in particolare a problemi di matematica o anche in altri che poteva assimilare ai problemi matematici, scindendoli da tutti i principi delle altre scienze che non trovava abbastanza solidi».

### Il ritorno in Francia

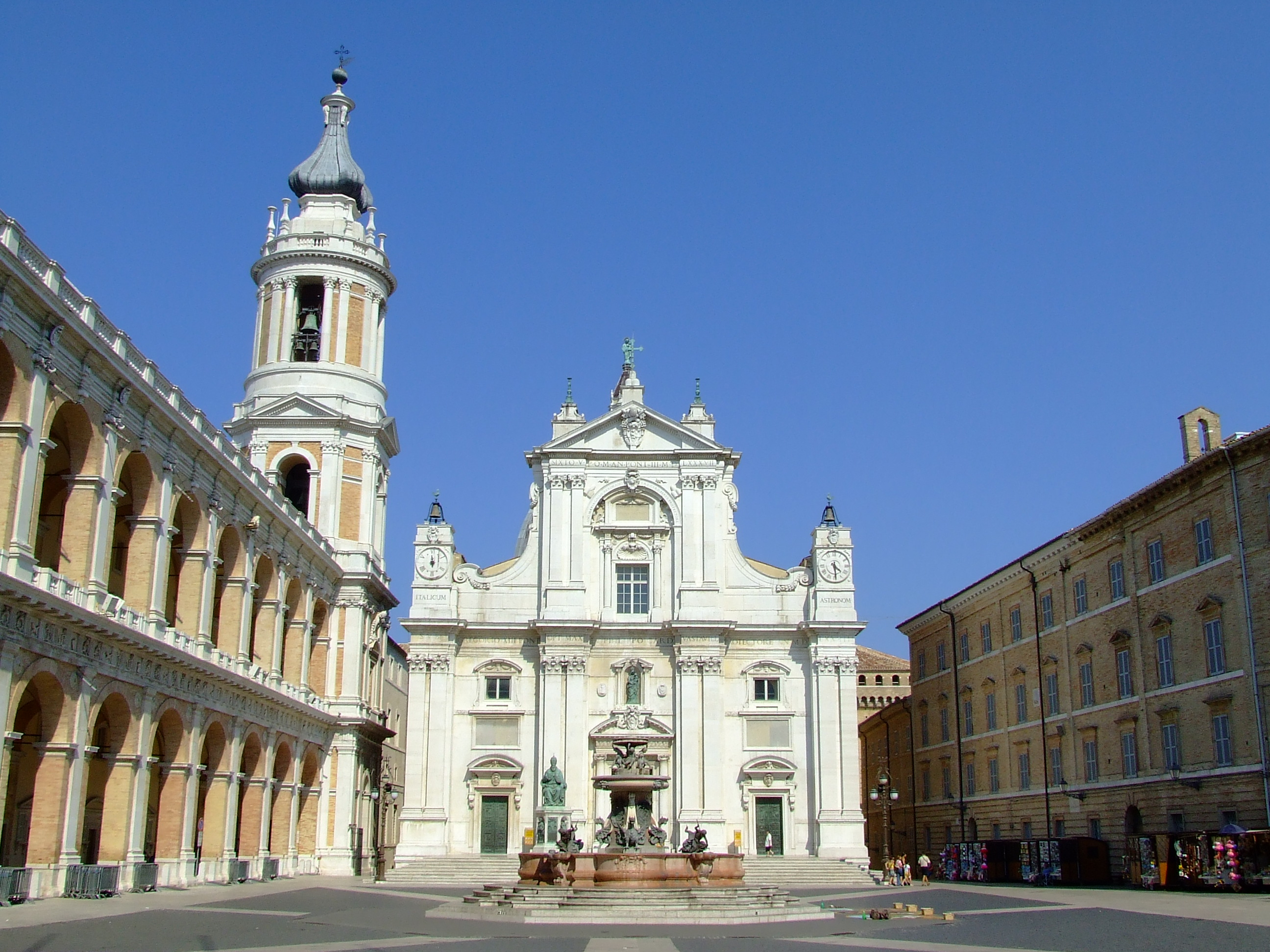
La Basilica di Loreto

Nel 1622, lasciato l'esercito, tornava presso la famiglia a Rennes e si trasferiva nei primi mesi del 1623 a Parigi, ospite di un amico del padre, Nicolas Le Vasseur, che gli presentò il matematico Didier Dounot: in questo lasso di tempo potrebbe aver conosciuto anche Claude Mydorge. In autunno partiva per un lungo viaggio in Italia: la morte del signor Sain, marito della sua madrina e commissario generale al vettovagliamento per le truppe francesi stanziate in Italia, aveva lasciato libera una carica lucrosa che Cartesio avrebbe cercato - ma invano - di farsi assegnare.
Secondo i biografi Cartesio, che aveva letto in collegio un testo allora famoso, Le Pèlerin de Lorète del gesuita Louis Richeome, sarebbe andato a Loreto per visitare la leggendaria Casa di Nazareth lì trasportata dagli angeli, poi a Roma, a Firenze, dove non incontrò Galileo, e a Venezia. Rientrò in Francia attraverso il passo del Moncenisio ed ebbe occasione di assistere alla caduta di valanghe, un fenomeno che tratterà nel libro sulle Météores. Giunse a Parigi nel maggio del 1625. Nel complesso non ricavò una buona impressione della penisola e dei suoi abitanti: «La calura del giorno è insopportabile, il fresco della sera malsano e l'oscurità della notte copre furti e omicidi».
Da questo momento Cartesio adottò uno stile di vita che osserverà per sempre: avendo rinunciato alla carriera militare e a occupare qualsiasi magistratura, vivrà dei proventi dei suoi possedimenti terrieri, che gli assicuravano una condizione libera dal bisogno e gli permettevano di dedicarsi ai suoi studi. Si mantenne in corrispondenza con Beeckman ed entrò in relazione con i matematici Jean Baptiste Morin e Florimond De Beaune, con il Mydorge e con i letterati Jean de Silhon, Jacques de Sérisay, Guez de Balzac e con Padre Mersenne, già autore di un trattato sull'ottica, la cui sollecitazione può averlo indotto a studiarne i problemi, giungendo a determinare la legge della costanza del rapporto dei seni degli angoli di incidenza e di rifrazione. Successivamente ma indipendentemente da Willebrord Snell.
A novembre del 1627 fu invitato nella casa del nunzio pontificio Gianfrancesco Guidi di Bagno a una riunione di scienziati e filosofi. Lì, presenti anche il cardinale Bérulle e il Mersenne, si trovò a confutare le teorie filosofiche di un certo Chandoux attraverso l'esposizione del suo «metodo naturale» fondato sulle Regulae ad directionem ingenii che stava elaborando.
Per lavorarci con maggiore tranquillità partì per la Bretagna e poi si trasferì in una sua proprietà nel Poitou: le Regulae sono costituite da 21 proposizioni, 18 delle quali, le prime, commentate; il testo è stato lasciato incompiuto; Cartesio darà lo sviluppo organico del tema del metodo della conoscenza nel successivo Discours de la méthode.
L'intenzione è quella di orientare gli studi in modo che «la mente giunga a giudizi solidi e veri su tutto ciò che le si presenta». Il metodo è «la via che la mente umana deve seguire per raggiungere la verità»: esso consiste nell'ordinare e disporre gli oggetti sui quali si indirizza la mente per giungere alla verità. Le proposizioni involute e oscure devono essere ridotte a proposizioni più semplici e poi, partendo dall'intuizione di queste ultime, progredire alla conoscenza di quelle più complesse. Le proposizioni semplici, comprese intuitivamente e senza ricorrere a dimostrazioni per la loro evidenza, sono equivalenti ai postulati e agli assiomi matematici e costituiscono i principi della conoscenza.

### In Olanda

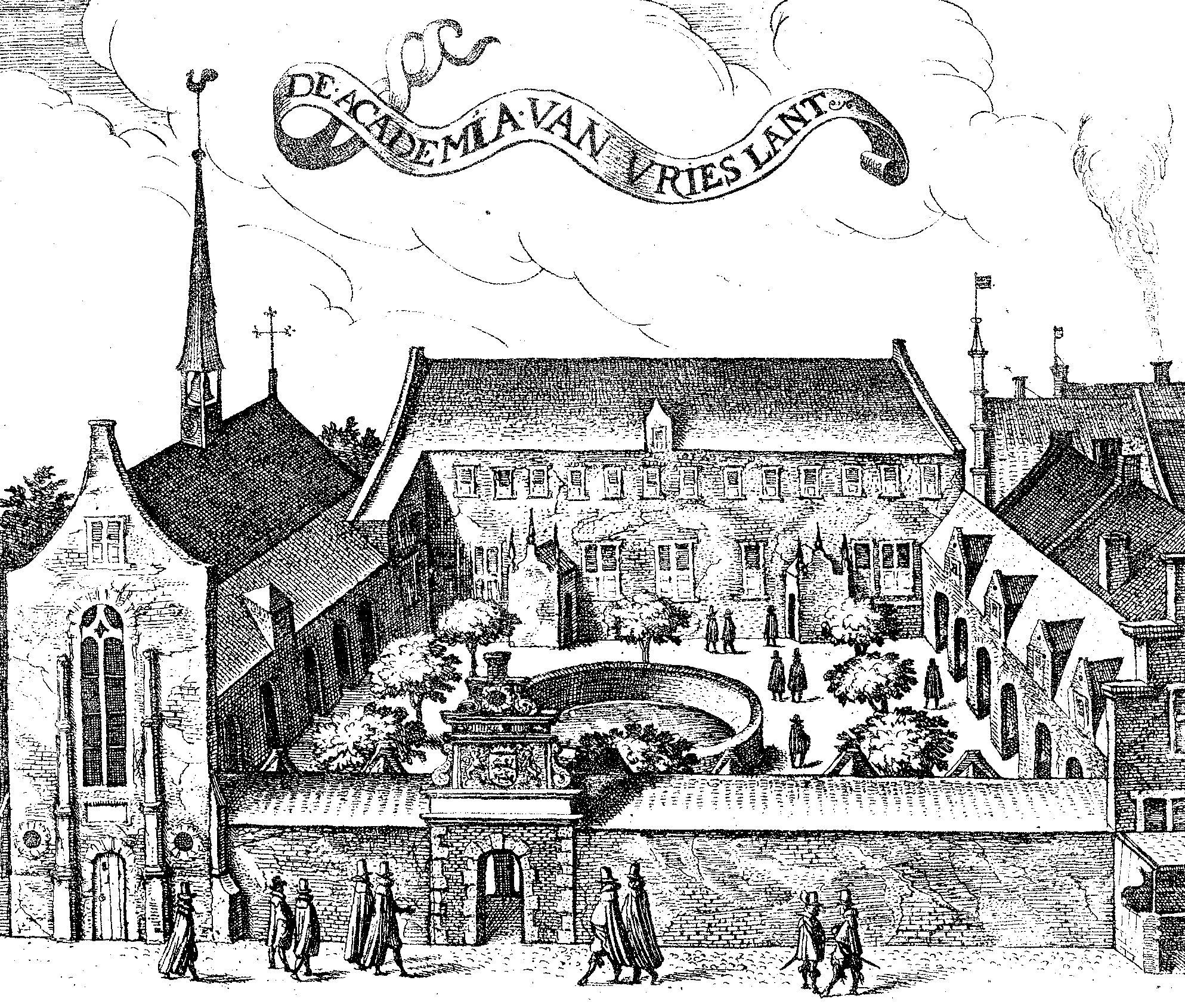
L'Università di Franeker

Fu di nuovo a Parigi nell'aprile del 1628: in questo periodo sembra che abbia scritto un trattatello sulla scherma, andato perduto: Traité d'escrime. In ottobre andò a Dordrecht, nei Paesi Bassi, a trovare l'amico Beeckman: in questa occasione deve avere maturato la decisione di trasferirsi nei Paesi Bassi. Dopo un ritorno a Parigi nell'inverno del 1628, a marzo del 1629 ripartì per l'Olanda: si stabilì a Franeker, ove il 26 aprile si iscrisse all'Università per frequentare i corsi di filosofia. Probabilmente scelse quell'università perché vi insegnava il matematico Adrien Metius, fratello di quel Jacques Metius che a giudizio di Cartesio aveva inventato il cannocchiale.
Continuò a lavorare sui problemi dell'ottica e in agosto fu messo a conoscenza dall'amico professore di filosofia Henricus Reneri dell'osservazione sul fenomeno ottico-astronomico dei pareli, effettuata il 20 marzo a Frascati dall'astronomo gesuita Christoph Scheiner. Quel fenomeno era già noto e Pierre Gassendi ne diede il 14 luglio una descrizione che verrà ripresa da Cartesio nelle Météores: sono circoli bianchi che «invece di avere al loro centro un astro, attraversano ordinariamente il centro del Sole o della Luna e risultano paralleli o quasi all'orizzonte».
Nel 1629 compone un petit traité de métaphysique (opera perduta) i cui punti principali sono di provare l'esistenza di Dio e l'immortalità delle nostre anime quando sono separate dai corpi.

L'homme, 1664

Dal 1630 cominciò a lavorare al Le Monde ou traité de la lumière che avrebbe dovuto rappresentare l'esposizione della propria filosofia naturale, ma la notizia della condanna, nel 1633, del Galilei e della messa all'Indice del Dialogo sopra i due massimi sistemi lo dissuasero dal completare e pubblicare l'opera che in più parti sposava le tesi di Copernico condannate dalla Chiesa. Dopo un'edizione parziale postuma in traduzione latina nel 1662 a Leida, il trattato fu pubblicato nella versione originale francese a Parigi nel 1664 in due parti separate, con il titolo, rispettivamente, di Le Monde ou le traité de la lumière et des autres principaux objects des sens e di L'Homme; finalmente, nel 1667, l'opera fu pubblicata integralmente a Parigi insieme con il frammento La formation du foetus.

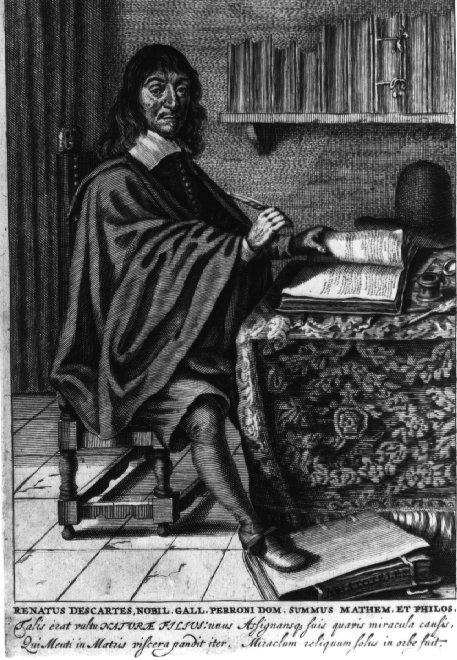
Cartesio allo scrittoio

Nelle Regulae Cartesio aveva individuato nella «matematica universale» («mathesis universalis») la «scienza dell'ordine», ossia quella scienza che, stabilendo la disposizione nella quale tutte le varie conoscenze vanno disposte, essendo tra di loro legate da comuni principi, è la scienza alla quale tutte le altre fanno capo. Dopo la matematica, ne Il Mondo Cartesio affronta il problema della fisica, individuando il principio al quale tutti i fenomeni fisici obbediscono. Tale principio è la conoscenza «chiara e distinta» degli elementi semplici che costituiscono i corpi. I corpi sono materia dotata di movimento che occupa uno spazio determinato e gli elementi primi della materia sono la terra, l'aria e il fuoco.
La materia è dunque esprimibile quantitativamente con «il movimento, la grandezza, la figura e la disposizione delle parti», e solo da questi deve derivare la spiegazione delle sue qualità. Le leggi della natura obbediscono a tre principi: «ogni parte della materia conserva sempre lo stesso stato finché le altre non la costringono a cambiarlo», che è il principio d'inerzia; «quando un corpo spinge un altro corpo, non gli trasmette né sottrae movimento senza perderne o acquistarne una quantità eguale», e «quando un corpo è in movimento, ciascuna delle sue parti, presa separatamente, tende sempre a continuare il proprio movimento in linea retta».
Nel 1635 diventò padre con la nascita della figlia Francine (1635-1640) battezzata il 7 agosto dello stesso anno, avuta da una domestica di nome Helena Jans Van der Strom che aveva avuto come amante per alcuni anni senza mai sposarla neppure dopo questa nascita. Cartesio però riconobbe Francine, che morì a soli 5 anni, come figlia sua.
Nel 1637 pubblicò in un volume il Discorso sul metodo come prefazione ai saggi su Diottrica, Geometria e Meteore. Nel 1641 diede alle stampe la prima edizione, in latino, delle Meditazioni metafisiche corredate dalle prime sei Obiezioni e risposte. L'anno successivo con la seconda edizione delle Meditazioni pubblicò le settime Obiezioni e risposte; l'opera fu tradotta in francese nel 1647 dal Duca di Luynes.
Nel 1643 la filosofia cartesiana venne condannata dall'Università di Utrecht e accusata di pelagianesimo e persino di ateismo da parte di ambienti calvinisti; contemporaneamente Cartesio cominciò una lunga corrispondenza con la principessa Elisabetta di Boemia. Nel 1644 compose i Principia philosophiae e compì un viaggio in Francia. Nel 1647 la corona di Francia gli riconobbe una pensione. L'anno successivo da una lunga conversazione con Frans Burman nacque il testo Entretien avec Burman (Conversazione con Burman), pubblicato per la prima volta nel 1896.

### Precettore di filosofia in Svezia e morte
Nel 1649 si trasferì a Stoccolma accettando l'invito della regina Cristina di Svezia, sua discepola, desiderosa di approfondire i contenuti della sua filosofia. Quell'anno dedicò alla principessa Elisabetta il trattato Le passioni dell'anima. L'inverno svedese e gli orari ai quali Cristina lo costringeva a uscire di casa per impartirle le lezioni - alle cinque del mattino, quando il freddo era più pungente - ne minarono il fisico. Secondo il racconto tradizionale e l'ipotesi più accreditata, Cartesio morì l'11 febbraio 1650 per una sopraggiunta polmonite. La condanna della Chiesa cattolica nei confronti del pensiero cartesiano non tardò a venire, con la messa all'Indice nel 1663 delle sue opere (poste nell'Index con la clausola attenuante suspendendos esse, donec corrigantur).

### Le ossa di Cartesio

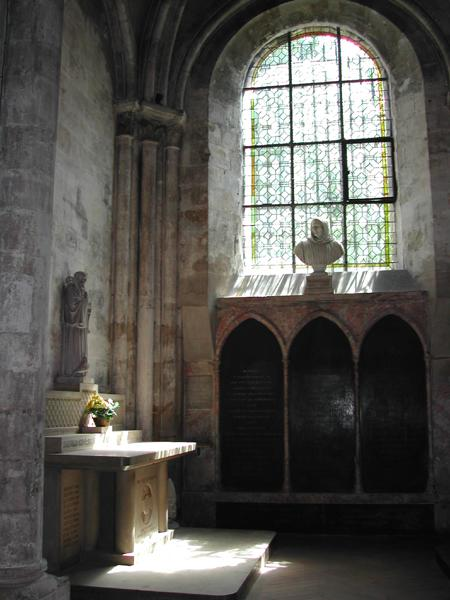
La tomba di Cartesio all'interno di Saint-Germain-des-Prés

Dopo la morte il corpo di Cartesio venne tumulato in un piccolo cimitero cattolico a nord di Stoccolma dove rimase fino al 1666 quando i resti vennero riesumati per essere portati a Parigi e inumati nella chiesa di Sainte Geneviève-du-Mont dove rimase sino al 26 febbraio 1819 quando la salma fu nuovamente trasferita e inumata tra altre due lapidi tombali, quelle di Jean Mabillon e di Bernard de Montfaucon, nella chiesa di Saint-Germain-des-Prés: «Alla presenza dei rappresentanti dell'Accademia delle scienze, la salma fu ancora riesumata. Aprendo la bara, i presenti si resero conto che qualcosa non andava, in quanto allo scheletro del filosofo mancava misteriosamente il cranio.»
Si scoprì che gli svedesi ne avevano asportato la testa, che sarebbe stata accuratamente divisa in pezzi seguendo l'anatomia delle sottosezioni del cranio, e spartita fra vari collezionisti privati: un frammento, forse l'unico storicamente documentabile, pervenne poi all'Università di Lund, dove si trova ancora oggi esposto nel relativo museo. Nel 1819, però, il famoso chimico Jöns Jacob Berzelius (1779-1848) acquistò a Stoccolma una copia completa di quello che si diceva fosse il teschio di René Descartes, privo della mandibola e della parte inferiore, che presentò cerimoniosamente all'Accademia francese delle scienze di Parigi nel 1821. A prova dell'autenticità, era corredato dalle firme dei suoi proprietari dalla fine del Seicento al momento della vendita. Con l'esistenza di un teschio completo, il frammento di Lund cominciò a essere considerato un falso, e così è stato fino al 2020, quando è stato possibile dimostrare che quasi tutte le firme sul teschio di Parigi sono falsificazioni, tratte da varie pubblicazioni del XVIII secolo.
Sulla base delle fonti storiche e d'archivio si può quindi concludere che il teschio di Parigi completo (che continuò a rimanere separato dal resto del corpo ed è ora esposto al Musée de l'Homme) sia un falso, mentre tutti gli indizi fanno ritenere che gli altri piccoli frammenti siano probabilmente autentici. Inoltre, poiché il corpo di Cartesio sembra essere stato manomesso e mutilato durante la Rivoluzione francese, come confermato durante la riesumazione negli anni 1990, il frammento di Lund potrebbe essere l'unico resto del corpo del famoso pensatore.
Nel 1801 in suo onore la città natale fu ribattezzata La Haye-Descartes e nel 1966, dopo la sua fusione con il comune di Balesmes, Descartes. Inoltre in paese esiste ancora la casa natale, che nel 1974 è stata trasformata in museo e successivamente nel 2005 è stata ampliata con un percorso, pensato per far rivivere ai visitatori l'atmosfera dell'epoca oltre che conoscere la vita e il pensiero dello scienziato.

### Un'altra ipotesi sulla morte di Cartesio
Il filosofo tedesco Theodor Ebert (1939-), dell'Università di Erlangen, nell'opera La misteriosa morte di René Descartes è giunto alla conclusione che Cartesio morì non per una polmonite, ma per un avvelenamento da arsenico. Ebert ha scoperto una nota del medico di Cartesio dove si descrivono le condizioni del filosofo, consistenti in «perdurante singhiozzo, espettorazione di colore nero, respirazione irregolare» sintomi riportabili ad avvelenamento da arsenico. Nella stessa opera si racconta di come Cartesio, forse sospettando un avvelenamento, poco prima di morire chiedesse un infuso di vino e tabacco, bevanda che serviva a vomitare.
Nel 1996 la tesi dell'avvelenamento era stata avanzata anche da autori come Eike Pies che l'attribuiva all'iniziativa di un monaco cappellano presso l'ambasciata francese a Stoccolma incaricato di operare come "missionario del nord" per convertire la regina svedese al cattolicesimo.
Nel 1980 Pies ebbe modo di leggere nell'archivio dell'università di Leida, Paesi Bassi, una lettera del medico della regina Cristina, che descriveva a un amico dottore i sintomi del moribondo Cartesio, consistenti in «emorragia allo stomaco, vomito nero, tutte cose che non hanno niente a che fare con la polmonite».
Gli studi ritenuti attendibili da esperti della materia come Rolf Puster, ritengono che Cartesio sia stato avvelenato con un'ostia della comunione intrisa di arsenico dal padre agostiniano François Viogué, frate francese inviato dal papa Innocenzo X a Stoccolma come missionario apostolico per convertire al cattolicesimo la regina Cristina di Svezia, come poi avvenne nel 1654. L'ipotesi di assassinio per opera del fanatico padre Viogué si baserebbe sul fatto che questi vedeva nell'insegnamento cartesiano un ideale razionalista che avrebbe portato la regina Cristina a un cattolicesimo diverso da quello professato dal padre agostiniano. Tale affermazione, però, sembra in parte contrastare con quanto affermato dalla regina di Svezia, la quale, in una testimonianza inserita nell'introduzione all'edizione postuma parigina delle Méditations métaphysiques, elogia il filosofo scrivendo che « [M. Des-Cartes] a beaucoup contribué a nostre glorieuse conversion; et que la providence de Dieu s'est servie de luy [...] pour nous en donner les premières lumières; ensorte que sa grâce et sa misericorde acheverent apres à nous faire embrasser les veritez de la Religion Catholique Apostolique et Romaine ».
La maggior parte degli studiosi si mostra assai scettica riguardo all'ipotesi di avvelenamento, considerando ben più attendibile quella tradizionale fornita dal biografo Baillet, tanto da ritenere che «non sono assolutamente da seguirsi le voci secondo le quali il filosofo sarebbe morto per avvelenamento, vittima di una congiura di corte: non sembrano verosimili e nessuno ha mai avanzato prove plausibili».
Per di più gli amici che nelle ultime ore assistettero Cartesio osservarono un sintomo non riconducibile all'avvelenamento da arsenico: la febbre alta. La stessa alterazione febbrile Cartesio aveva avuto modo di riscontrare nell'ambasciatore Nopeleen e nell'amico Chanut appena guarito da una febbre alta. A rendere poco convincente l'avvelenamento sarebbe stato il fatto che lo stesso presunto avvelenatore, Viogué, confessò e confortò Cartesio sul letto di morte amministrandogli l'estrema unzione.

## Pensiero di Cartesio
La finalità della filosofia di Cartesio è la ricerca della verità attraverso la filosofia, intesa come uno strumento di miglioramento della vita dell'uomo: perseguendo questa via il filosofo intende ricostruire l'edificio del sapere, fondare la scienza.
Cartesio ritiene che criterio basilare della verità sia l'evidenza, ciò che appare semplicemente e indiscutibilmente certo, mediante l'intuizione. Il problema nasce nell'individuazione dell'evidenza, che si traduce nella ricerca di ciò che non può essere soggetto al dubbio. Pertanto, dacché la realtà tangibile può essere ingannevole in quanto soggetta alla percezione sensibile (dubbio metodico) e al contempo anche la matematica e la geometria (discipline che esulano dal mondo sensibile) si rivelano fasulle nel momento in cui si ammette la possibilità che un'entità superiore (colui che Cartesio soprannomina genio maligno) faccia apparire come reale ciò che non lo è (dubbio iperbolico), l'unica certezza che resta all'uomo è che, per lo meno, dubitando, l'uomo è sicuro di esistere. L'uomo riscopre la sua esistenza nell'esercizio del dubbio. Cogito ergo sum: dal momento che è propria dell'uomo la facoltà di dubitare, l'uomo esiste in quanto pensiero.
Partendo dalla certezza di sé, Cartesio arriva, formulando due prove ontologiche e una prova cosmologica, alla certezza dell'esistenza di Dio. Dio, che nella concezione cartesiana è bene e pertanto non può ingannare la sua creazione (l'uomo), si rende garante del metodo, permettendo al filosofo di procedere alla creazione dell'edificio del sapere. Le maggiori critiche ricevute da Cartesio furono apportate da Pascal (che gli rimprovera di sfruttare Dio per dare un tocco al mondo) e da alcuni suoi avversatori contemporanei (tra cui il filosofo inglese Thomas Hobbes e il teologo Antoine Arnauld), che lo accusarono di essere caduto in una trappola solipsistica (assimilabile a un circolo vizioso): Cartesio dimostra l'esistenza di Dio per garantirsi quei criteri di verità che gli sono serviti per dimostrarla.
(Cartesio dal "Discorso sul metodo")

### Il trattatoSul mondo
Il Trattato sul mondo fu composto nel 1633 nel contesto della seconda condanna di Galileo Galilei. Il testo riprende alcuni principi del copernicanesimo (tra cui l'eliocentrismo, sostenuto esplicitamente) ed è la prima esposizione della filosofia naturalista di tipo meccanicistico.  Secondo il testo, Dio avrebbe creato le cause seconde dalle quali, per una concatenazione causale meccanica, ha avuto origine l'intero universo. 
Da qui partì la critica di Pascal che rimproverò a Cartesio di aver ridotto Dio a un'entità che ha dato un tocco al mondo e di essere un deista che ha affermato come indubitabile l'esistenza di Dio, negando l'evidenza della sua natura personale.
Cartesio non credeva nella creazione dal nulla. Al contrario, riteneva che esistesse una materia originaria, informe e coeterna a Dio che aveva le caratteristiche di un liquido e che si sarebbe evoluta successivamente secondo le leggi della fisica, ricevendo da Dio la quantità di moto e il principio di inerzia.

### L'anima
Cartesio credeva nell'immortalità dell'anima tanto che il titolo della prima edizione delle Meditazioni metafisiche era  Meditations [...] in qua Dei existential et Animae immortalitatis demonstrantur (Meditazioni [...] in cui si dimostrano l'esistenza di Dio e l'immortalità dell'anima). 
Affermando l'esistenza di due sostanze realmente distinte, la res cogitans e la res extensa, Cartesio sostiene che il cogito può vivere anche senza e separatamente dal corpo. Il pensiero, mente, anima è caratterizzato da assenza di estensione, incorporeità, immaterialità e indivisibilità. 
L'anima è al corpo non per una affinità naturale, ma per una composizione divina, "così come le ossa e le carni si ritrovano in un medesimo animale". L'anima lo governa e ne patisce l'azione nelle sensazioni. L'uomo non è quindi né una mente platonicamente imprigionata in un corpo né un angelo che guida una macchina. 
Negando la nozione aristotelica di anima vegetativa e sensitiva, Cartesio asserì che le funzioni fisiologiche, sia visibili che cognitive, possono essere spiegate attraverso "la sola disposizione degli organi né più né meno di come movimenti di un orologiaio di un altro automa derivano da quella dei contrappesi delle ruote". Quando il corpo-macchina si rompe, avviene la morte e la separazione dell'anima dal corpo. La morte avrebbe origine in un problema meccanico e fisiologico e non nella dipartita spontanea dell'anima.

## Studium bonae mentis

### Alla ricerca della «scienza universale»
All'analisi e classificazione delle scienze, nonché all'esame del rapporto tra volontà e intelletto, era dedicato lo Studium bonae mentis, ossia "la ricerca del bene mentale", composto probabilmente intorno al 1623. Oggi perduto, Adrien Baillet lo adoperò, traendone precise citazioni, che indicano anche i numeri dei paragrafi. Lì appunto, nel paragrafo quarto, Cartesio offriva una classificazione delle scienze di notevole interesse: «Divideva le scienze in tre classi: le prime, che chiamava scienze cardinali, sono le più generali che si deducono dai princìpi più semplici e più noti alla comune degli uomini. Le seconde che chiamava sperimentali, sono quelle i cui princìpi non sono chiari e certi a tutti, ma solo a quelli che li hanno appresi con la loro esperienza e le loro osservazioni, benché taluni li conoscano in via dimostrativa. Le terze, che chiamava liberali, sono quelle che, oltre la conoscenza della verità, richiedono una prontezza di spirito, o almeno un'abitudine acquisita con l'esercizio, come la politica, la medicina pratica, la musica, la retorica, la poetica e molte altre che si possono comprendere sotto il nome di arti liberali, ma che non hanno in sé altra verità indubitabile che quella che traggono dai princìpi di altre scienze».
Nel paragrafo cinque sembra che determinasse i caratteri della vera scienza e degli scienziati autentici. Finalmente, alle pagine sette e otto, discuteva della memoria, e in modo degno di nota, con una precisa derivazione da Gerolamo Cardano: «Sembrava dubitare che fosse distinta dall'intelletto e dall'immaginazione. Credeva che di tutte le 'specie' che servono alla memoria alcune possano essere in diverse altre parti del corpo, come l'abitudine di un suonatore di liuto non è solamente nella sua testa, ma anche in parte nei muscoli delle sue mani. Ma oltre a questa memoria che dipende dal corpo, ne riconosceva anche una del tutto intellettuale, che dipende solo dall'anima».
Cartesio comprende che ormai è venuto il momento di mettere in discussione ogni insegnamento ricevuto, si sente ormai sciolto da ogni obbligo nei confronti dei maestri e per lui, almeno una volta nella vita, quelli che sul serio si preoccupano della bona mentis, devono mettere in discussione l'intero patrimonio del sapere, esaminando criticamente il campo a cui possa avere accesso l'umana ragione. Per raggiungere tale scopo l'unico mezzo è rivolgere l'attenzione non già alla molteplicità degli oggetti delle singole scienze, ma all'umano sapere, che è unico, che procede secondo leggi uniche, che ha un fine unico. «Tutte le scienze altro non sono che l'umano sapere, che permane sempre uno e medesimo, per differenti che siano gli oggetti a cui si applica, né deriva da essi maggior distinzione di quanta ne derivi il lume del sole dalla varietà delle cose che illumina».
Il cammino dallo Studium bonae mentis al Discorso sul metodo si presenta quasi a tappe, a momenti. Comunque è chiaro il definirsi della concezione dello Studium bonae mentis come analisi dei processi della conoscenza, uniformi nella varietà delle discipline perché radicati in una costituzione nativa della mente. Senza dubbio i punti intorno a cui si polarizza l'attenzione di Cartesio sono: la certezza evidente come criterio di verità; l'intuito come luce di ragione, come strumento per giungere alla verità, integrato dalla deduzione, la quale, per altro, si configura come «un moto continuo e mai interrotto del pensiero intuente le singole cose», ossia come estensione dell'intuito; le nature semplici; il loro ordine, come catene di verità che si articolano in una totalità, l'enumerazione e la memoria intellettuale in quanto determinano il concreto estendersi dell'intuito alla totalità delle verità. Ciò che, secondo Cartesio, è più mancato alla ricerca scientifica è stato il metodo, ossia una ricerca sistematica, organica, ordinata, che non si limitasse a singoli ritrovati casuali. Per Cartesio la vera scienza è unità articolata, ordinata, comprensiva di tutte le scienze. Scienza è cognizione evidente di verità perfettamente note e delle quali non si può dubitare. Si tratta quindi di affrontare prima il problema dei mezzi di accesso alle verità, ossia degli strumenti; poi di mettere in luce la struttura oggettiva delle verità, il cui sistema costituisce il contenuto della scienza. Da queste basi parte la stesura di una delle principali opere di Cartesio, vale a dire il Discorso sul metodo.

### Cartesio e il dubbio
(René Descartes, Meditationes de prima philosophia)

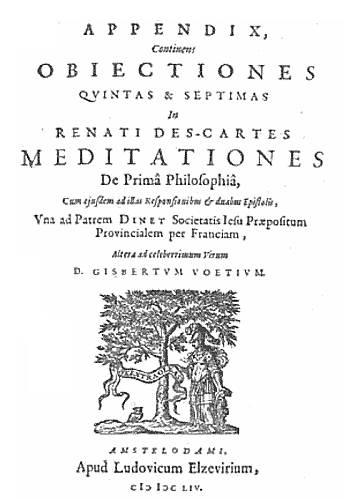
Meditationes

Che cosa possiamo sperare di conoscere con certezza? Proprio quando sembra impossibile individuare qualcosa che possa essere conosciuto con evidente certezza, Cartesio si rende conto che qualunque cosa possa fare quel genio maligno di cui ha ipotizzato l'esistenza nel corso della messa in discussione di ogni certezza, questi non potrà mai far sì che io, che dubito di essere ingannato da lui, non esista: la sua azione dell'ingannare si rivolge a un esistente che subisce l'inganno e che dubita di essere ingannato e, se dubita, pensa. Questo è il principio (meglio conosciuto nella formula del cogito ergo sum, "penso, quindi sono", che compare nel Discorso sul metodo) su cui ricostruire l'edificio della conoscenza.
Dal momento che dobbiamo rifiutare l'insegnamento dei sensi che ci rappresentano come dotati di un corpo, Descartes conclude di essere una sostanza pensante.
La contrapposizione fra res cogitans e res extensa avrà notevoli risvolti antropologici.
Il pensiero costituisce la sua essenza nella misura in cui esso è ciò di cui non può più dubitare. La costruzione del sapere avviene attraverso il metodo della deduzione mentre i sensi sono privati di ogni dignità conoscitiva.

### Cartesio e il metodo
(Georg Wilhelm Friedrich Hegel, Lezioni sulla storia della filosofia, Laterza, Roma-Bari 2009, p. 468.)
Ritenuto il primo pensatore moderno che ha fornito un quadro filosofico di riferimento per la scienza moderna all'inizio del suo sviluppo, Cartesio ha cercato di individuare i principi fondamentali che possono essere conosciuti con assoluta certezza. Per farlo si è servito di un metodo chiamato scetticismo metodologico: rifiutare come falsa ogni idea che può essere revocata in dubbio.
La conoscenza sensibile è la prima a essere messa in mora, nonostante, una volta conclusosi il dubbio, si ritorni ad essa: è bene diffidare di chi ci ha già ingannato, potrà farlo ancora. Addirittura nel sonno capita di rappresentarsi cose che non esistono come se fossero vere. Perciò non bisogna credere nei sensi.
La conoscenza matematica solo apparentemente può sfuggire al metodo del dubbio metodico messo in atto da Cartesio. Infatti, benché sembri che non ci possa essere nulla di più sicuro e di più certo, non si può neppure escludere che un "genio maligno", supremamente malvagio e potente, si diverta a ingannarci ogni volta che effettuiamo un calcolo matematico.
Cartesio, per la sua personale esperienza della verità, ritiene che i pensieri di cui possiamo essere certi sono evidenze primarie alla ragione. Evidente è l'idea chiara e distinta, che si manifesta all'intuito nella sua elementare semplicità e certezza, senza bisogno di dimostrazione. Ne sono esempi i teoremi di geometria euclidea, che sono dedotti in base alla loro stessa evidenza, ma nello stesso tempo verificabili singolarmente in modo analitico, mediante vari passaggi.
Il ragionamento non serve a dimostrare le idee evidenti, ma semplicemente a impararle e memorizzarle; i collegamenti hanno la funzione di aiutare la nostra memoria. Kant rileverà che questo non solo è un metodo opportuno, ma che è l'unico possibile, che le coscienze si formano intorno a un "io penso" che può apprendere soltanto conoscenze che derivino da un unico principio.
Cartesio afferma anche che ognuno ha il suo metodo e che il suo è uno dei metodi possibili. La cosa più importante è darsi un metodo cui sottoporre tutte le verità e da seguire come regola per tutta la vita; il metodo cartesiano finisce con l'essere un imperativo categorico il cui contenuto metodico varia a seconda delle circostanze, ma anche della persona (cosa che l'imperativo categorico non ammette).
Il metodo cartesiano quindi non è altro che un criterio di orientamento unico e semplice che all'interno di ogni campo teoretico e pratico aiuti l'uomo, e che abbia come ultimo fine il vantaggio dell'uomo nel mondo.

### Il composto anima-corpo

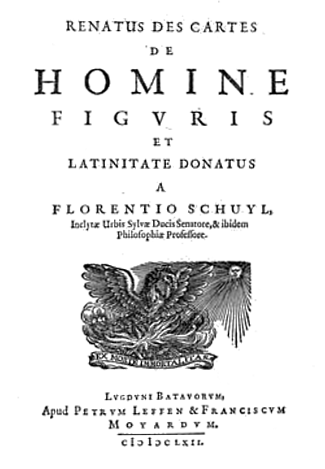
De Homine

Qual è il rapporto che l'io in quanto pensiero e il corpo in quanto estensione intrattengono tra di loro?
Cartesio afferma che la natura gli insegna che il pensiero sta nel corpo come un pilota sulla sua nave (questa era l'immagine platonica per illustrare il rapporto anima-corpo, che lasciava intatte e separate le due sostanze). Aggiunge però che le sensazioni che abbiamo, fame, sete, dolore, ecc., ci segnalano anche un'unità  con il corpo; laddove non si realizzasse un rapporto diretto, l'intelletto non proverebbe quei pensieri di sensazione, ma essi gli riuscirebbero in qualche modo estranei.
C'è un ulteriore elemento che ci dà la misura dell'unione intrinseca dell'intelletto con il corpo, e cioè che i corpi esterni a noi intrattengono con noi rapporti che non sono percepiti come inerenti esclusivamente alla nostra corporeità, ma come benefici o dannosi a tutti noi stessi.
Anima e corpo sono dunque «mescolati», come attestano le sensazioni sia interne sia esterne; ma non al punto che non sia possibile distinguere alcune operazioni «che sono di pertinenza della sola anima» e altre «che appartengono al solo corpo».
All'anima compete la conoscenza della verità, al corpo le sensazioni «che ci sono date dalla natura propriamente solo per indicare all'anima quali cose siano di beneficio, quali di danno, a quel composto di cui essa è una parte, e ciò finché non sono ben chiare e distinte».
Il corpo dà dunque all'anima le indicazioni necessarie perché essa operi per la sopravvivenza del composto, ma tali indicazioni sono oscure e confuse, e la luce intellettuale deve, per conoscere la verità su di esse, provvedere a chiarirle.
Questa spiegazione puramente funzionale delle sensazioni urta però con due obiezioni che Cartesio si pone immediatamente.

#### Le sensazioni nocive
Il corpo però a volte ha sensazioni nocive per il composto, in ciò venendo meno alla sua funzione, per esempio «quando qualcuno, ingannato dal sapore gradevole di un cibo, ingerisce il veleno che vi è nascosto».
Questa obiezione è facilmente superabile, in quanto al più in questo caso si può accusare la sensazione di ignorare che in quel cibo c'è del veleno, ma ben sappiamo che l'uomo è «una cosa limitata», e un caso del genere si spiega considerando che la sensazione ha una capacità informativa limitata.
Più insidiosa è l'altra obiezione, che osserva che ci sono sensazioni che direttamente operano a danno del composto; per esempio «quando coloro che sono ammalati desiderano una bevanda o del cibo, che poco dopo sarà loro nocivo» come l'idropico che prova una sensazione di sete, soddisfacendo la quale sicuramente si danneggerà.
Per rispondere all'obiezione Cartesio tenta dapprima la strada della spiegazione meccanicistica del corpo, cui addossare la responsabilità dell'errore. Istituisce il paragone tra corpo e orologio e osserva che se si considera il corpo come una macchina di pure parti materiali, si può pensare alla malattia come a una rottura della macchina; ma anche con questo modello non si è risposto all'obiezione, ammette Cartesio, perché le leggi di natura regolano anche un orologio che funziona male, mentre nel caso dell'idropico vengono meno. Se la malattia è da paragonarsi a un guasto dell'orologio che ne produce il malfunzionamento, resta da spiegare come mai vi si aggiunga un'attività direttamente contraria alla sopravvivenza del composto, e cioè il desiderio di bere.
Potremmo aggiungere, è come se l'orologio, oltre a funzionare male, si mettesse a danneggiare i suoi ingranaggi o attivasse un pulsante di autodistruzione. In tale caso di autodanneggiamento la sensazione di sete dell'idropico è «un vero errore di natura», in quanto opera in contrasto con la sopravvivenza del composto, al cui fine le sensazioni sono istituite.

### L'uomo macchinae gli animali
Il cogito come capacità di autocoscienza appartiene solo agli uomini dotati di un corpo che funziona come una macchina: « [...] incomparabilmente meglio ordinata e ha in sé movimenti più meravigliosi di qualsiasi altra tra quelle che gli uomini possono inventare [...] » ; gli animali invece privi di coscienza sono semplici macchine. Solo l'uomo ragiona e parla mentre gli animali anche quando parlano in modo simile al nostro interloquire, come per esempio i pappagalli, non fanno che ripetere dei suoni che sentono, non elaborano razionalmente dei discorsi. L'incapacità di parlare degli animali non dipende dal fatto che essi non abbiano gli organi appositi per farlo, come per esempio le corde vocali, ma dalla loro incapacità di ragionare. Tanto è vero che anche uomini privi degli strumenti per parlare sono superiori agli animali parlanti perché con la loro ragione inventano segni che permettono loro di comunicare coscientemente, pur essendo muti e sordi.
Gli animali quindi sono privi di ragione e di coscienza e non provano dolore; anche quando sembrano manifestare sofferenza, in realtà reagiscono meccanicamente a una stimolazione materiale come quando toccando una molla dell'orologio le sue lancette si muovono.
Teoria questa confutata e criticata da altri successivi filosofi (come Jean Meslier, Voltaire e Auguste Comte, ammiratore di Cartesio per il resto), che la reputarono giustificatrice di abusi e crudeltà verso gli animali.

### Cartesio e le idee
Se io sono sostanza pensante, il mio pensiero deve essere caratterizzato da un contenuto, ovvero deve configurarsi come idea («Prendo il nome di idea per tutto ciò che è concepito immediatamente dallo spirito»
Cartesio distingue tre tipologie di idee:
1. Idee avventizie: derivano, tramite la sensibilità, da oggetti esterni e sono indipendenti dall'uomo;
2. Idee fattizie: quelle da noi inventate o costruite (l'idea dell'ippogrifo o quella della chimera);[105]
3. Idee innate: cioè nate con noi, sono come un patrimonio costitutivo della mente (l'idea matematica, l'idea di Dio).

### Cartesio e Dio
(Principia philosophiæ, Parte I , art. 49)
Cartesio propone due prove fondamentali per l’esistenza di Dio, ispirandosi alla tradizione scolastica ma rielaborandole attraverso il proprio metodo deduttivo.
La prima è la prova causale dell’idea di Dio. Nella mente umana è presente l’idea di un essere perfetto e infinito, cioè Dio. Secondo il principio causale, ogni effetto deve avere una causa almeno pari in realtà o perfezione. Poiché l’uomo è un essere finito e imperfetto, non può essere la causa di quest’idea perfetta. Pertanto, l’idea di Dio deve provenire necessariamente da un essere che possiede realmente tali qualità: Dio stesso.
La seconda è la prova ontologica, ripresa e riformulata da Cartesio da Sant’Anselmo. Questa sostiene che l’esistenza è parte integrante della perfezione: l’idea stessa di Dio implica che Egli debba necessariamente esistere, poiché, se non esistesse, non sarebbe l’essere perfetto che definiamo.
Inoltre, Cartesio fa riferimento implicitamente a un ragionamento di tipo cosmologico, secondo cui l’esistenza del mondo finito e contingente richiede un essere necessario come fondamento, ma questo argomento non viene formalizzato come prova autonoma.
Queste dimostrazioni costituiscono il fondamento metafisico del sistema cartesiano, garantendo la veridicità delle idee chiare e distinte e assicurando che Dio, in quanto essere benevolo, non possa ingannare la mente umana.
In questo modo, si può recuperare il rapporto con il mondo sensibile senza timore di essere ingannato da un eventuale genio maligno. Riprendendo i tre anni di studi filosofici, Cartesio recupera l'idea della scolastica medioevale di un Dio-Bene che non può ingannare né me né i miei sensi, e non permetterebbe nemmeno al genio maligno di farlo - altrimenti questa complicità contraddirebbe la sua bontà e veracità - per cui è reale il mondo che abbiamo davanti. L'errore cognitivo viene pertanto attribuito non alla dimensione intellettuale dell'uomo, ma alla volontà, che asseconda nel processo conoscitivo un principio non ancora chiarito.
Bisogna sottolineare che Descartes identifica la teologia principalmente con quella che comunemente si definisce "teologia rivelata", la cui sostanza dipende da rivelazioni divine. Parallelamente, egli elabora un'altra forma di teologia, successivamente nota come "teologia razionale" o "teologia filosofica".

### Cartesio glottoteta
Cartesio si interessò anche del linguaggio. Ai suoi tempi si discuteva della possibilità dell'esistenza precostituita di una lingua, che egli non ritiene possa sussistere "a priori" ma che invece possa essere costruita seguendo queste linee guida:
- dovrebbe essere una lingua molto semplice da imparare nel giro di cinque, sei giorni e altrettanto facile a scrivere e a parlare;
- tra le parole e i pensieri bisognerebbe instaurare la stessa relazione che c'è tra i numeri: un ordinamento preciso e meccanico che renda possibile una combinazione tramite sicure regole;
- il primo passo da compiere per questa nuova lingua sarebbe quello di scomporre le idee complesse in idee semplici per poi effettuare ogni combinazione logica possibile.

In una lettera a padre Marin Mersenne (20 novembre 1629), tradotta e commentata in italiano da Andrea Moro nel saggio La razza e la lingua, egli scriveva:
Cartesio pensava infine che si potesse tentare di stabilire i nomi primitivi delle azioni confrontando i verbi delle più diverse lingue e di dedurne le parole tramite degli affissi.
Questa sua idea fu poi ripresa da Leibniz, altro teorico di un linguaggio razionale, che abbinato a un calculus ratiocinator avrebbe consentito la risoluzione meccanica di ogni problema.

## Il "taccuino segreto" di Cartesio

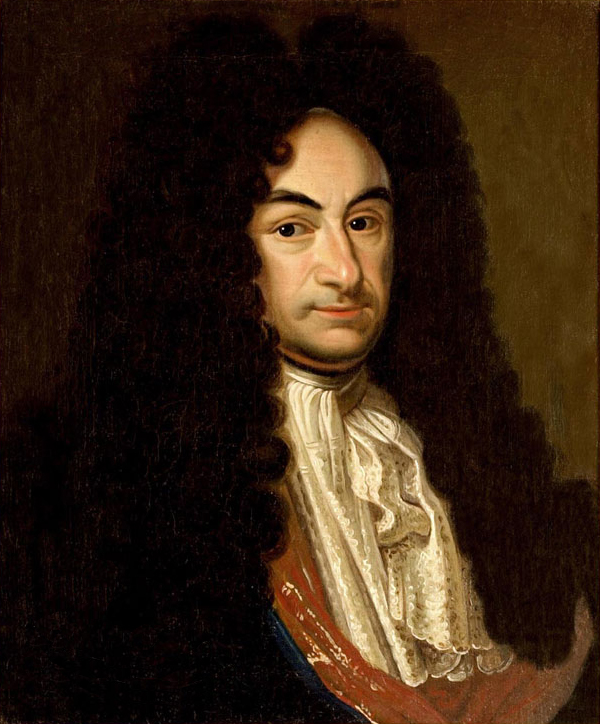
Ritratto di Leibniz

Leibniz ebbe modo di interessarsi di Cartesio quando dopo la morte del filosofo cercò di esaminare le carte riservate, facenti parte del patrimonio degli scritti cartesiani. Le carte spedite da Stoccolma erano giunte a Rouen, ma il battello che da lì le avrebbe dovute trasportare lungo la Senna a Parigi affondò nei pressi del Louvre. La cassa contenente gli scritti fu recuperata dal destinatario Claude Clerselier (1614-1684) che, dopo la morte di Marin Mersenne, dal 1648 era stato a Parigi il contatto principale di Descartes divenendone amico, seguace ed editore di numerose opere e che, sempre a difesa del pensiero del suo maestro, aveva tenuto una vasta corrispondenza con gli intellettuali europei.
Nel giugno del 1676 Leibniz, recatosi presso Clerselier a Parigi, poté vedere i manoscritti cartesiani riuscendo, dopo molte insistenze, a copiare sinteticamente solo una parte del testo cifrato di un taccuino, intitolato De solidorum elementis, che lo aveva incuriosito..
Gli appunti di Leibniz, all'incirca una pagina e mezza, dopo la sua morte si mescolarono alle altre carte delle sue opere conservate a Hannover, che furono catalogate e ordinate quasi due secoli dopo, nel 1860, da uno studioso di Leibniz, Louis-Alexandre Foucher de Careil.
L'Accademia francese delle scienze nel 1890 pubblicò gli appunti di Leibniz, con un commento di Ernest de Jonqières, che non riuscì a chiarirne il testo. Nel 1912 Charles Adam e Paul Tannery, che operavano presso la Biblioteca nazionale di Francia, vi scoprirono una copia dell'inventario degli scritti cartesiani stilato a Stoccolma da Pierre Chanut il 14 e 15 febbraio 1650. I due studiosi poterono così raccogliere una miriade di informazioni sugli appunti cartesiani, che furono ancora una volta studiati nel 1966 da un gruppo di ricercatori che tuttavia non riuscirono a chiarirne il testo, fino a quando nel 1987 un sacerdote e matematico francese esperto di crittografia, Pierre Costabel, scoprì che Leibniz era riuscito a svelare la formula generale dei poliedri semplici, scoperta e descritta da Cartesio nel suo taccuino, ma resa pubblica da Eulero soltanto nel 1730.

### Un altro segreto
Che il segreto custodito dal taccuino di Cartesio non fosse soltanto la formula dei poliedri è la tesi avanzata da Amir Aczel, matematico e divulgatore scientifico del Bentley College di Boston, nell'opera Descartes' Secret Notebook (2005).
Dell'intero taccuino, costituito da 16 pagine rilegate accuratamente in pergamena, illustrato da disegni e con simboli alchimistici e cabalistici Leibniz, per una restrizione imposta dallo stesso Clerselier, riuscì a prenderne brevi appunti solo relativamente ad alcune pagine che egli stesso poi non divulgò: il resto delle pagine, dopo la morte di Claude Clerselier e dell'abate Jean-Baptiste Legrand (1704), collaboratore di Baillet, scomparve così come sparirono le carte che Legrand aveva preparato per pubblicare un'edizione di tutte le opere di Cartesio.

### Cartesio e i Rosacroce
La decisione di Cartesio di ritirarsi a vivere in Olanda, dove soggiornò per vent'anni (salvo brevi viaggi a Parigi nel 1644, nel 1647 e nel 1648) e che lasciò non per tornare in Francia ma per andare in Svezia era dovuta, come egli stesso scrisse nel Discorso sul metodo, alla liberalità delle leggi sulla stampa che vigevano in quello Stato pacifico e prospero. Tuttavia sembra che Cartesio fosse stato in realtà costretto a lasciare la patria per le accuse che sin dal 1623 e poi dal 1629 lo indicavano come un rosacrociano.
Il problema di un possibile rapporto tra Cartesio e i Rosacroce fu sollevato per primo dal biografo Adrien Baillet il quale, citando passi di un perduto Studium bonae mentis, sostiene che Cartesio pensò che i rosacrociani potessero aver scoperto proprio quella nuova scienza che egli aveva intuito e che andava abbozzando.
Si può escludere che egli si sia mai affiliato a quella setta e non si sa se abbia mai conosciuto un rosacrociano, ma in qualche modo Cartesio dovette venire a conoscenza delle loro opinioni visto che, nella sezione del suo registro intitolata Cogitationes privatae compare il progetto di un Thesaurus mathematicus di 'Polybii Cosmopolitani' (uno pseudonimo di Cartesio che allude a Polibio di Megalopoli) dove scrive:
La segretezza che Cartesio volle dare ad alcuni suoi scritti era quindi dovuta al timore di un intervento dell'Inquisizione ai suoi danni non solo per le sue opere a carattere scientifico ma anche per la sua supposta aderenza ai Rosacroce.
Il girovagare continuo che il filosofo fece in terra olandese soggiornando per brevi periodi in case private, in alberghi, in piccoli villaggi e il rimanere in contatto con i dotti europei solo tramite padre Marin Mersenne, l'unico che conoscesse il suo indirizzo, sembra dimostrare la volontà di sfuggire a un nemico tanto pericoloso che quando Cartesio venne a sapere nel 1633 della condanna di Galilei non si ritenne al sicuro neppure in Olanda rinunciando a pubblicare un suo trattato di fisica, Il mondo ovvero trattato della luce e l'uomo, basato sulla teoria eliocentrica copernicana e sulle scoperte di Keplero.

### Leibniz e la scienza unica
Leibniz per un breve periodo (probabilmente dicembre 1666 - marzo 1667) divenne segretario di una società alchemica di Norimberga.
A questo periodo risale il suo progetto di superare le divisioni tra gli uomini mediante la ragione e il progresso scientifico, elaborando un linguaggio universale simbolico, la characteristica universalis, che offrisse all'umanità lo strumento per annullare ogni contrasto anche teologico. Questo progetto di una scienza unica era rientrato anche nelle aspirazioni di Cartesio convinto com'era della possibilità di creare una mathesis universalis poiché alla matematica appartengono
Era forse proprio questo che Leibniz cercava tra le carte di Cartesio: se questi, cioè, avesse tenuto nascosto qualche principio fondamentale, riguardante un mistero della setta dei Rosacroce, destinato a rimanere segreto, per la costruzione di questo linguaggio simbolico universale che, tramite le leggi del calcolo matematico, potesse offrire la certa soluzione di qualsiasi complesso e dirompente problema poiché

### Compendium musicae
Il motivo per il quale Cartesio studia il suono è quello di comprendere in maniera più ampia come la musica riesca a commuoverci. Egli assume di poter capire tale proprietà dall'esame delle caratteristiche fondamentali che rendono commovente il suono, ovvero la durata e il tono. Egli è dell'opinione che una semplice analisi matematica della consonanza possa fornirci le nozioni fondamentali sul modo di produrre il suono e quindi sulla natura della musica.
Cartesio sviluppa l'idea che la dolcezza delle consonanze dipende dalla frequenza con cui i battiti prodotti dai corpi sonori coincidono a intervalli regolari. Tuttavia egli sostiene che la teoria matematica non può fornire un criterio di qualità estetica, criterio che dipende esclusivamente dai gusti dell'ascoltatore.

## Critiche
Secondo Blaise Pascal, Cartesio aveva ridotto il mondo a una serie di rapporti di causa-effetto. Il suo pensiero era essenzialmente ateo, avendo affidato a Dio il compito di "dare un piccolo colpo per mettere in moto il mondo".

## Cartesio nella cultura di massa
- Cartesius, miniserie televisiva per la regia di Roberto Rossellini (1974).
- Cartesio è protagonista del romanzo giallo L'enigma di Cartesio di Frédéric Serror e Herio Saboga.
- Dubbi sulla morte di Cartesio in un giallo-storico di Daniele Bondi, Il caso Cartesio, Gialli Rusconi.
- Tre importanti personalità femminili nella vita di Cartesio nel romanzo storico di Teresa Moure, Le tre donne di Cartesio, Casa editrice Corbaccio.

## Opere

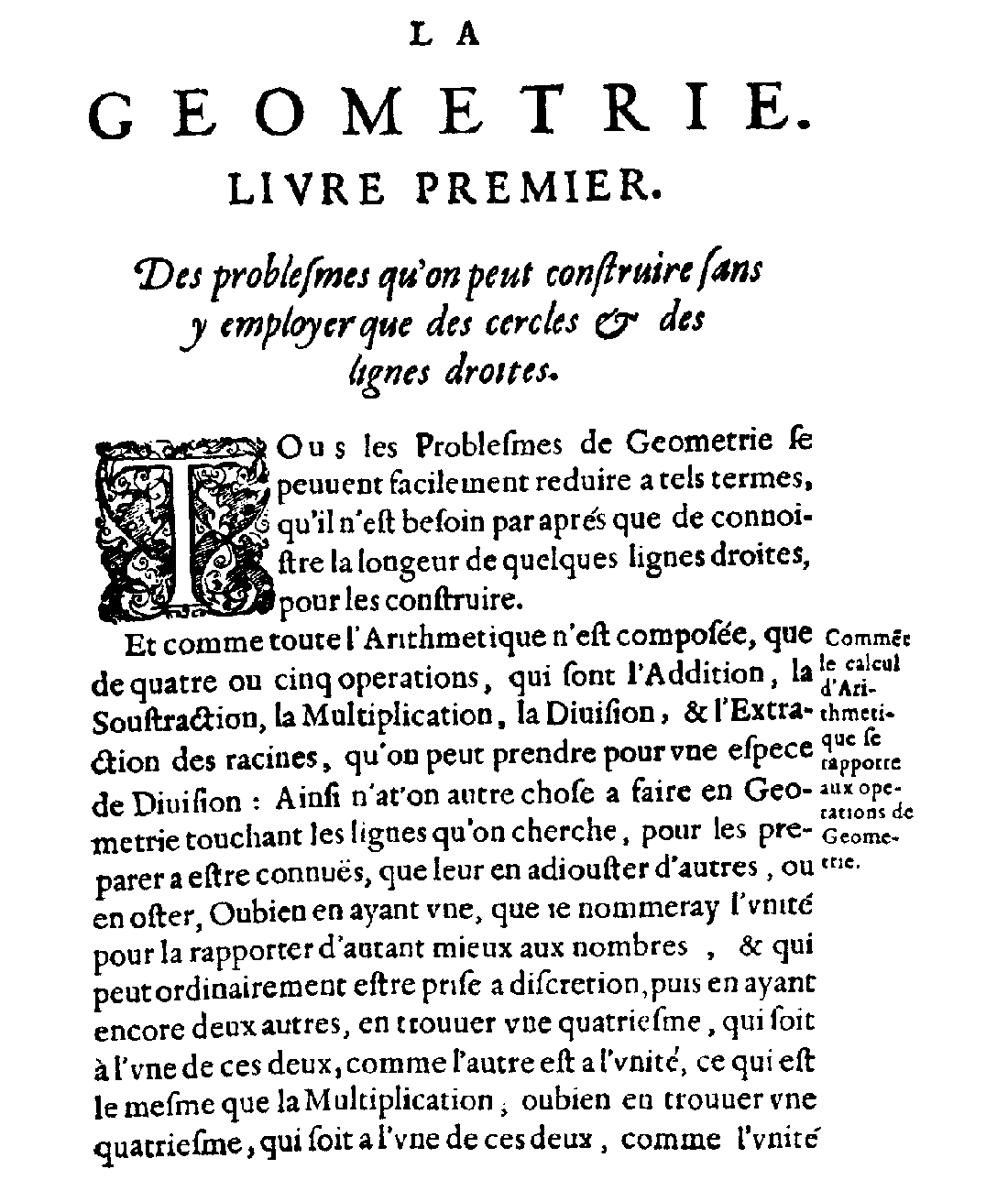
Prima edizione de La Geometrie

### Edizioni francesi
- L'edizione di riferimento è Oeuvres de Descartes, a cura di Charles Adam e Paul Tannery, dodici volumi, Parigi, Editions du Cerf 1897-1913; nuova presentazione a cura di J. Beaude, P. Costabel, A. Gabbey et B. Rochot, Parigi, Vrin 1964-1974 in 11 volumi; le citazioni di Cartesio si riferiscono a questa edizione, indicata con la sigla 'AT' seguita dall'indicazione del volume (in cifre romane) e dal numero di pagina.
  - Correspondence avril 1622 - février 1638 (vol. I)
  - Correspondence mars 1638 - décembre 1639 (vol. II)
  - Correspondence janvier 1640 - juin 1643 1638 (vol. III)
  - Correspondence juillet 1643 - avril 1647 (vol. IV)
  - Correspondence mai 1647 - février 1650 (vol. V)
  - Entretien avec Burman (vol. V, pp. 146–179)
  - Discours de la méthode. La Dioptrique. Les Meteores. La Geometrie. Specimina philosophiae (vol. VI)
  - Meditationes de prima philosophia. Objectiones, Responsiones. Epistola ad patrem Dinet (vol. VII)
  - Principia philosophiae (vol. VIII, t. 1)
  - Epistola ad Voetium. Lettre apologétique aux Magistrats d'Utrecht. Notae in Programma quoddam (vol. VIII, t. 2)
  - Méditations métaphysiques (vol. IX, t. 1)
  - Principes de la philosophie (vol. IX, t. 2)
  - Physico-mathematica. Compendium musicae. Regulae ad directionem ingenii. Recherche de la vérité. Supplément à la correspondence (vol. X)
  - Le monde. Description du corps humain. Passions de l'âme. Anatomica. Varia (vol. XI)
  - Charles Adam: Vie et oeuvres de Descartes. Étude historique (vol. XII, 1910, non più ristampato)
- Una nuova edizione delle opere complete è in corso di pubblicazione a cura di J.-M. Beyssade e D. Kambouchner:
  - René Descartes, Oeuvres complètes (otto volumi), Parigi, Gallimard, volumi pubblicati:
  - I. Premiers écrits. Règles pour la direction de l'esprit, 2016.
  - II.1 Le Monde ou Traité de la lumière, 2023.
  - II.2 L'Homme, 2023.
  - III. Discours de la Méthode et Essais, 2009.
  - IV.1: Méditations métaphysiques. Objections et Réponses (I à VI), 2018.
  - IV.2: Objections et Réponses (VII). Lettre au père Dinet, 2018.
  - VIII.1 Correspondance, 1 a cura di Jean-Robert Armogathe, 2013.
  - VIII.2 Correspondance, 2 a cura di Jean-Robert Armogathe, 2013.
- René Descartes, Ėtude du bon sens, La recherche de la vérité et autres écrits de jeunesse (1616-1631), a cura di Vincent Carraud e Gilles Olivo, Parigi, Presses Universitaires de France, 2013.

### Traduzioni latine

Tractatus de formatione foetus

- Specimina philosophiae: seu Dissertatio de methodo recte regendae rationis, & veritatis in scientiis investigandae, Francoforte, James Knapton, 1692.
- Tractatus De homine, Francoforte, Friedrich Knoch, 1692.
- Tractatus de formatione foetus, Amsterdam e Leida, Daniel, Abraham e Adrien Gaesbeeck, 1672.
- Passiones animae, Francoforte, Friedrich Knoch, 1692.
- Progymnasmata de solidorum elementis, Francoforte, 1641.

### Edizioni originali e ristampe anastatiche

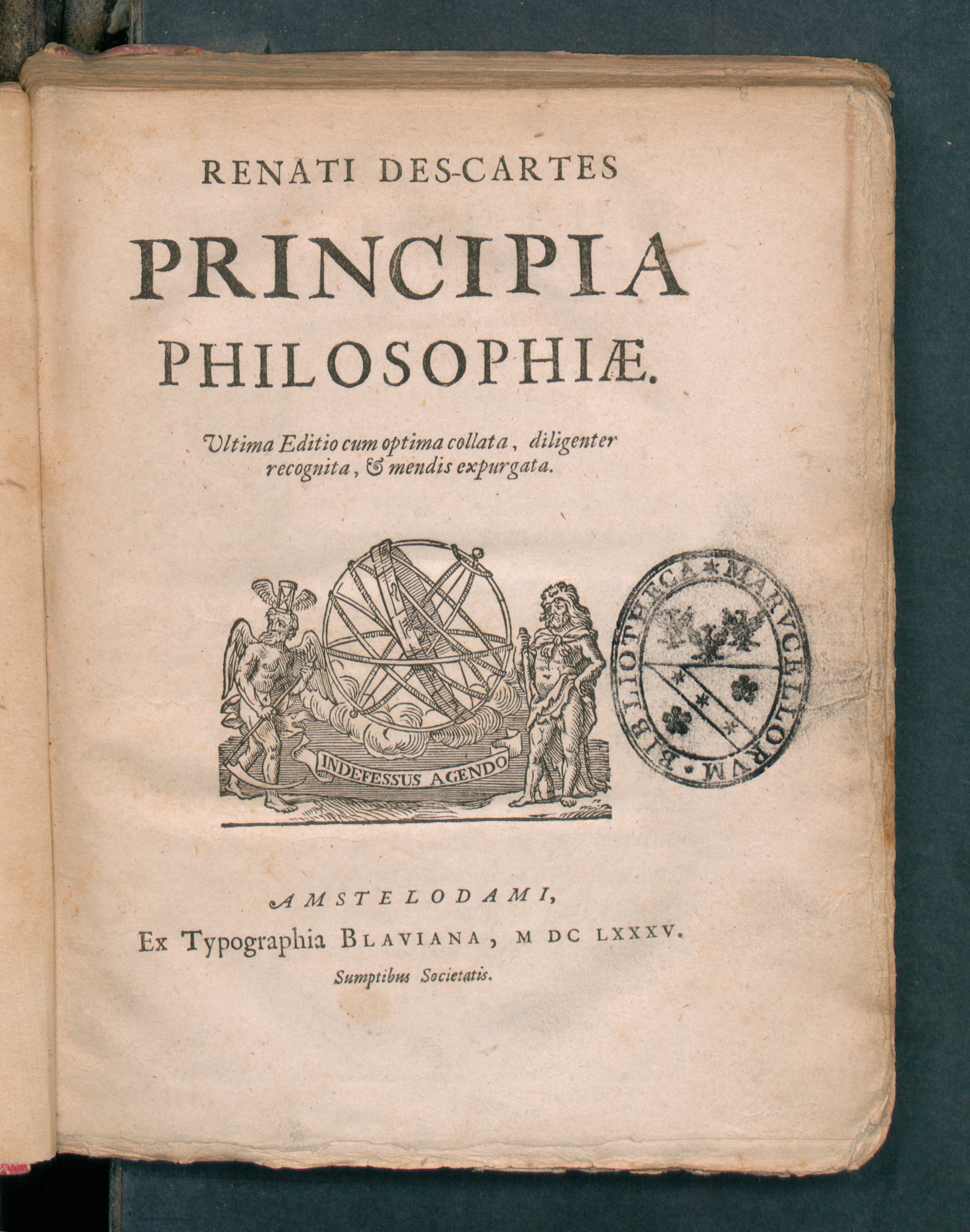
Principia philosophiae, 1685

- René Descartes, Discours de la méthode pour bien conduire sa raison, et chercher la verité dans les sciences. Plus la Dioptrique. Les Meteores. Et la Geometrie. Qui sont des essais de cette Methode, Leyde, de l'Imprimerie de Ian Maire, 1637, rist. anast.: Lecce, Conte Editore, 1987.
- J.-R. Armogathe et G. Belgioioso, (eds.), René Descartes, Meditationes de prima philosophia, in quibus Dei existentia, et animae humanae a corpore distinctio, demonstrantur [...] Secunda editio septimis objectionibus antehac non visis aucta, Amstelodami, apud Ludovicum Elzevirium, 1642, rist. anast.: Lecce, Conte Editore, 1992.
- J.-R. Armogathe et G. Belgioioso, (ed.), René Descartes, Principia Philosophiae, Amstelodami, apud Ludovicum Elzevirium, 1644, rist. anast.: Lecce, Conte Editore, 1994.
- J.-R. Armogathe et G. Belgioioso, (ed.), Renati Descartes, Specimina Philosophiae seu: Dissertatio de Methodo recte regendae rationis, et veritatis in scientiis investigandae: Dioptrice, et Meteora. Ex gallico translata et ab auctore perlecta, variisque in locis emendata, Amstelodami, apud Ludovicum Elzevirium, 1644, rist. anast.: Lecce, Conteditore, 1998 ISBN 88-87143-18-8.
- J.-R. Armogathe et G. Belgioioso, (eds.), René Descartes, Passiones animae per Renatum Descartes: Gallice ab ipso conscriptae, nunc in exterorum gratiam Latina civitate donatae, Amstelodami, apud Ludovicum Elzevirium, 1650, rist. anast.: Lecce, Conte Editore, 1997 ISBN 88-87143-01-3.
- J.-R. Armogathe et G. Belgioioso, (eds.), Les passions de l'ame par René Des Cartes, Paris, chez Iean Guinard, 1650, rist. anast.: Lecce, Conte Editore, 1996 ISBN 88-85979-17-3.
- J.-R. Armogathe et G. Belgioioso, (eds.), Claude Clerselier. Lettres de Mr Descartes, 6 vols., Paris, Charles Angot, 1666-1667, rist. anast. dell'esemplare con note manoscritte della Bibliothèque dell'Institut: Lecce, Conte Editore, 2005 ISBN 88-6020-005-9.
- Principia philosophiae, Francoforte, Friedrich Knoch, 1692.
- L'Homme, Parigi, Charles Angot, 1664.
- Meditationes de prima philosophia, Francoforte, Friedrich Knoch, 1692.
- Epistolae, vol. 1, Amsterdam, Typographia Blaviana.
- Epistolae, vol. 2, Amsterdam, Typographia Blaviana.
- (LA) Cartesio, Géométrie. 1, Amstelaedami, apud Ludovicum & Danielem Elzevirios, 1661.
- (LA) Cartesio, Géométrie. 2, Amstelaedami, apud Ludovicum & Danielem Elzevirios, 1659.
- (LA) Cartesio, [Opere. Lettere e carteggi]. 1, Amstelodami, ex typographia Blaviana, [s. d.].
- (LA) Cartesio, [Opere. Lettere e carteggi]. 2, Amstelodami, ex typographia Blaviana, 1682.

### Traduzioni italiane
- Opere scientifiche, Vol. I: La biologia, a cura di G. Micheli, Torino, UTET 1966.
- Opere scientifiche, Vol. II: Discorso sul metodo; La diottrica; Le meteore; La geometria, a cura di E. Lojacono, UTET, 1983.
- Opere filosofiche, due volumi a cura di E. Lojacono, Torino, UTET 1994.
- René Descartes, Opere 1637-1649, Milano, Bompiani, 2009, pp. 2531. Edizione integrale (di prime edizioni) e traduzione italiana a fronte, a cura di G. Belgioioso con la collaborazione di I. Agostini, M. Marrone, M. Savini ISBN 978-88-452-6332-3.
- René Descartes, Opere 1650-2009, Milano, Bompiani, 2009, pp. 1723. Edizione integrale delle opere postume e traduzione italiana a fronte, a cura di G. Belgioioso con la collaborazione di I. Agostini, M. Marrone, M. Savini ISBN 978-88-452-6333-0.
- René Descartes. Tutte le lettere 1619-1650, Milano, Bompiani, 2009 IIa ed., pp. 3104. Nuova edizione integrale dell'epistolario cartesiano con traduzione italiana a fronte, a cura di G. Belgioioso con la collaborazione di I. Agostini, M. Marrone, F. A. Meschini, M. Savini e J.-R. Armogathe ISBN 978-88-452-3422-4.
- René Descartes, Isaac Beeckman, Marin Mersenne. Lettere 1619-1648, Milano, Bompiani, 2015 pp. 1696. Edizione integrale con traduzione italiana a fronte, a cura di Giulia Beglioioso e Jean Robert-Armogathe ISBN 978-88-452-8071-9.
- Compendium musicae, a cura di P. Iandolo, Bari, Stilo Editrice 2008 ISBN 88-87781-82-6.
- Regole per la guida dell'intelligenza, a cura di L. Urbani Ulivi, Milano, Bompiani 2000 ISBN 88-452-9033-6.
- Discorso sul metodo, commento di Etienne Gilson, a cura di Emanuela Scribano, Cinisello Balsamo, San Paolo, 2003.
- Discorso sul metodo, a cura di G. De Ruggiero, Milano, Mursia 2009.
- Il mondo ovvero Trattato della luce, a cura di G. Cantelli, Torino, Boringhieri 1959.
- L'uomo, a cura di G. Cantelli, Torino, Boringhieri 1960.
- Meditazioni metafisiche, a cura di G. Brianese, Milano, Mursia 2009 ISBN 88-425-4233-4.
- La ricerca della verità mediante il lume naturale, edizione critica di Erik Jan Bos e traduzione italiana a cura di E. Lojacono, Roma, Editori Riuniti 2002 ISBN 88-359-5224-7.
- I principi della filosofia, a cura di E. Garin, Roma-Bari, Laterza 2000 ISBN 88-420-2714-6.
- Le passioni dell'anima, a cura di S. Obinu, Milano, Bompiani 2003 ISBN 88-452-9219-3.

### Biografie
Antiche
- Daniel Lipstorp, Specimina philosophiae cartesianae, Lugduni Batavorum, Elsevier, 1653 (la prima biografia).
- (LA) Pierre Borel, Vitae Renati Cartesii summi philosophi Compendium, Parisiis, Ioannem Billaine, 1656.
- Adrien Baillet, Vie de Monsieur Descartes, 2 voll., Paris, Daniel Horthemels 1691, ristampa in un volume: Parigi, Éditions des Malassis, 2012.
- Adrien Baillet, La vie de Mr. Des-Cartes. Réduite en abregé, Paris, G. de Luynes 1692; tr. it.: Vita di Monsieur Descartes, Milano, Adelphi, 1996. ISBN 88-459-1207-8.
- Isaac Beeckman, Journal tenu par Isaac Beeckman de 1604 à 1634, a cura di Cornelis de Waard, (1604-1619), 4 voll., Martinus Nijhoff, Den Haag, 1939-1953 (gli anni 1619-1628 contengono molti riferimenti a Descartes ripresi nell'edizione Adam-Tannery vol. XI, pp. 3–118, pp. 505–538, 539-542).

Moderne
- Eugenio Garin, Vita e opere di Cartesio, Bari, Laterza, 1984, ISBN 9788858112182.
- (EN) Stephen Gaukroger, Descartes: An Intellectual Biography, Oxford, Clarendon Press, 1995, ISBN 9780198237242.
- Geneviève Rodis-Lewis, Cartesio. Una biografia, Roma, Editori Riuniti, 1997, ISBN 9788835941200.

### Studi
- (FR) Francisque Bouillier, Histoire et critique de la révolution cartésienne, Lyon, 1842.
- I quaderni di Alvearium del Centro Interdipartimentale di Studi su Descartes e il Seicento.
- Siegrid Agostini / Hélène Leblanc (a cura di), Le fondement de la science. Les dix premières années de la philosophie cartésienne (1609 [leggi: 1619]-1628), ClioEdu Edizioni, Examina Philosophica. I Quaderni di Alvearium 1, 2015, ISBN 978-88-96646-50-2.
- Eric Temple Bell, Men of Mathematics, New York, Simon and Schuster, 1937, 592 pp.; tr. it.: I grandi matematici, Milano, Rizzoli, 1997.
- John Cottingham, Cartesio, Bologna, Il Mulino, 1996.
- Giovanni Crapulli, Introduzione a Descartes, Bari, Laterza, 1995.
- Stefano Di Bella, Le Meditazioni metafisiche di Cartesio: introduzione alla lettura, Firenze, La Nuova Italia, 1997.
- (FR) Étienne Gilson, Études sur le rôle de la pensée médiévale dans la formation du système cartésien, Parigi, Vrin, 1984  [1930], ISBN 978-2-7116-0285-8.
- Reinhard Lauth, Descartes: la concezione del sistema della filosofia, Milano, Guerini e Associati, 2000.
- Jean-Luc Marion, Il prisma metafisico di Descartes: costituzione e limiti dell'onto-teo-logia nel pensiero cartesiano, Milano, Guerini e Associati, 1998.
- Andrea Moro, La razza e la lingua. Sei lezioni sul razzismo, La Nave di Teseo, 2019, ISBN 978-8834600238.
- Emanuela Scribano, Guida alla lettura delle Meditazioni metafisiche di Descartes, Bari, Laterza, 1997.
- William R. Shea, La magia dei numeri e del moto. René Descartes e la scienza del Seicento, Torino, Bollati Boringhieri, 1994, ISBN 88-339-0885-2.
- Maurizio Valsania, Lettura delle Meditazioni metafisiche di Descartes, Torino, UTET, 1998.
- Andrea Moro, La razza e la lingua, Milano, La Nave di Teseo, 2019.